# 故安倍晋三国葬儀

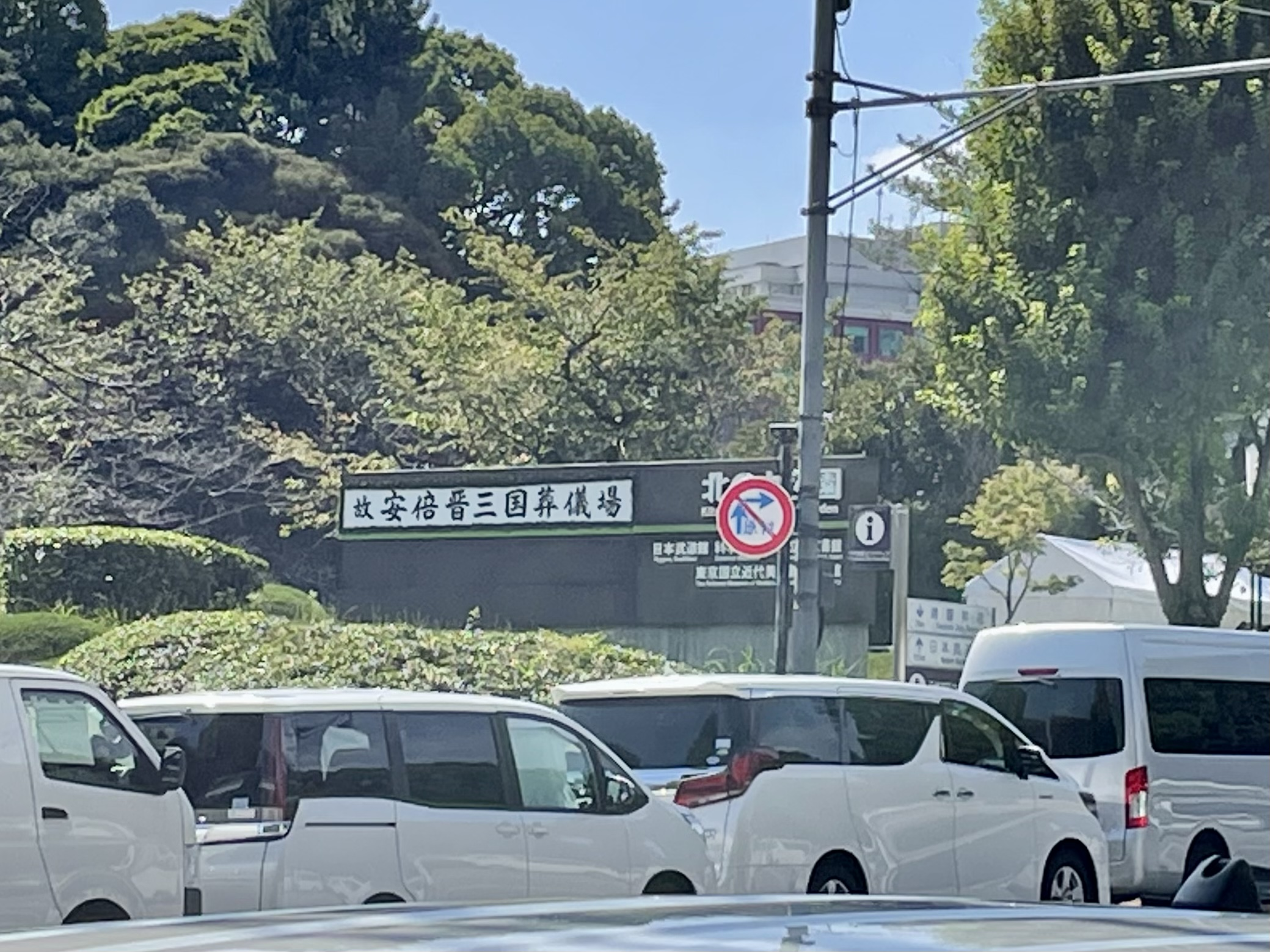
故安倍晋三国葬儀場（日本武道館）

故安倍晋三国葬儀（こ あべしんぞうこくそうぎ）は、2022年（令和4年）9月27日に日本武道館で執り行われた元内閣総理大臣であった安倍晋三の国葬である。
日本における国葬としては1989年（平成元年）2月24日に執り行われた昭和天皇大喪の礼以来の約33年ぶり、内閣総理大臣経験者の国葬としては1967年（昭和42年）10月31日に執り行われた吉田茂の国葬以来、約55年ぶりに行われた。また、安倍は日本において国葬が行われた人物として、明治時代以降としては26人目、内閣総理大臣経験者としては、伊藤博文、山縣有朋、松方正義、西園寺公望、吉田茂に続いて6人目である。
なお、特記のない限り、本記事の本文においては、日付と時刻を日本標準時（JST）で記載する。

## 背景
2022年（令和4年）7月8日午前11時31分頃、元内閣総理大臣（第90・96・97・98代）・衆議院議員（山口4区・自由民主党）の安倍晋三は、奈良県奈良市の近畿日本鉄道大和西大寺駅付近で第26回参議院議員通常選挙のための選挙演説を行っていた際に41歳の男に銃撃され、同日17時3分に死亡が確認された。
内閣総理大臣経験者の殺害は、1936年（昭和11年）2月26日の二・二六事件で高橋是清と斎藤実が、陸軍青年将校らに殺害されて以来の出来事であった。殺害された現職内閣総理大臣・内閣総理大臣経験者としては、伊藤博文、原敬、高橋是清、濱口雄幸、犬養毅、斎藤実に続いて7人目（「殺害された日本の内閣総理大臣の一覧」参照）、殺害された戦後の国会議員としては、浅沼稲次郎、丹羽兵助、11代目山村新治郎、石井紘基に続いて5人目である。また、G7首脳経験者ではイタリアの元首相アルド・モーロが、1978年に殺害されて以来となった。
関係者のみの葬儀は、妻の昭恵を喪主とし、同月12日に東京都港区の増上寺で執り行われた。
しかし、安倍の死後に弔問を希望する各国からの連絡が殺到し、外務省がその対応に追われる事態となる。また、自民党内や保守層からも安倍の国葬を求める声が上がっていた。

### 国葬の実施決定

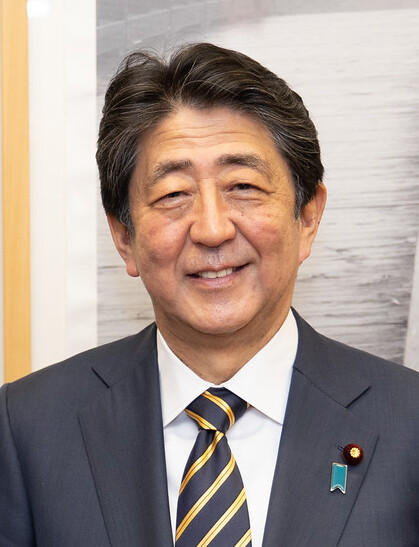
安倍晋三（2022年3月）

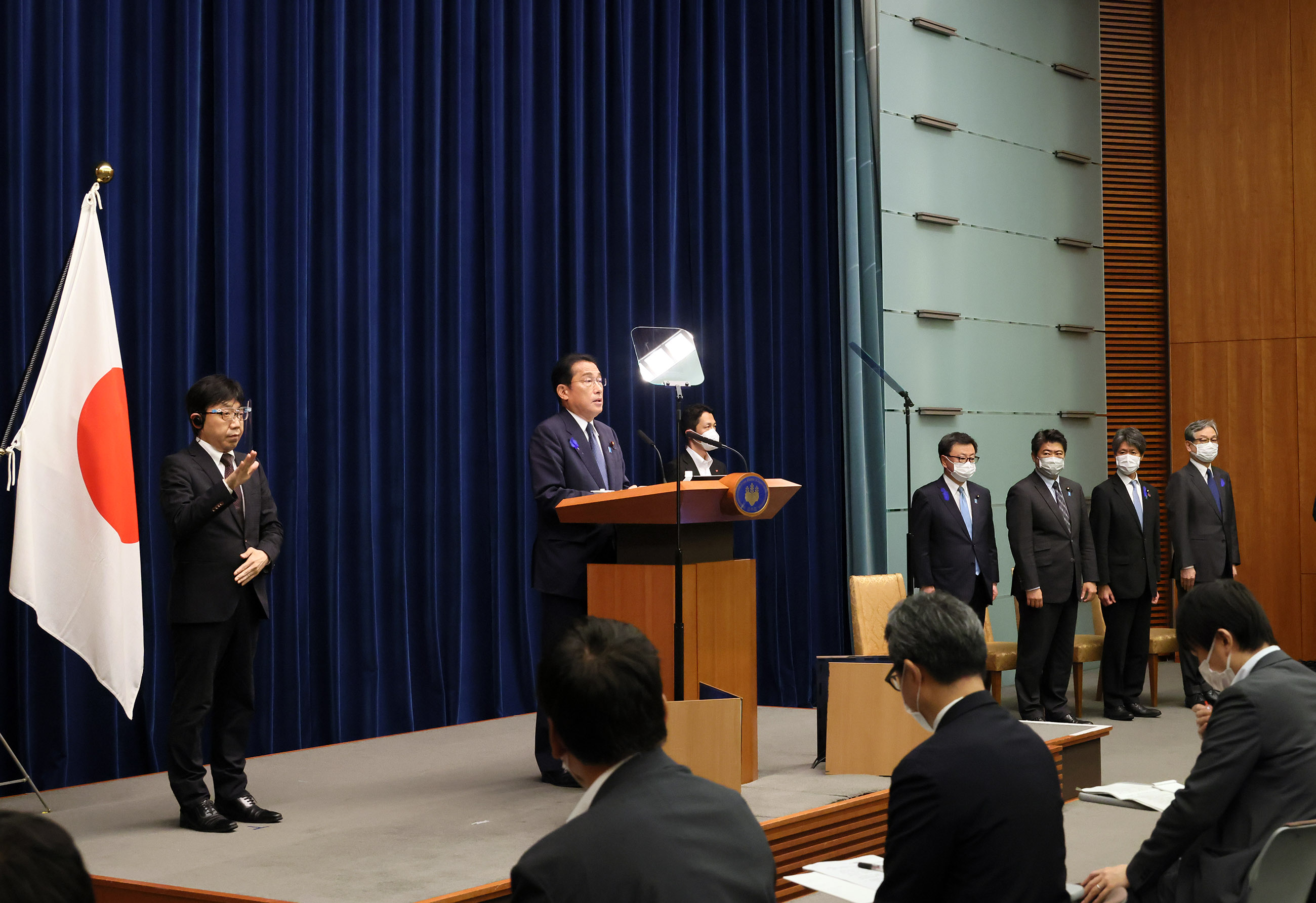
2022年7月14日、内閣総理大臣岸田文雄の記者会見。

2022年（令和4年）7月14日、内閣総理大臣の岸田文雄（第2次岸田内閣）は記者会見で、同年秋に国葬儀の形式で政府主催による安倍の葬儀を行うことを明らかにした。岸田はこの記者会見で今回の国葬の費用は全額国費で賄う見通しであること、国の儀式開催を規定した内閣府設置法に基づき、閣議決定を根拠に国葬を実施できることを説明した。内閣官房長官の松野博一も「内閣府設置法第4条第3項第33号に、内閣府の所掌事務として、国の儀式に関する事務に関することが明記され、国葬儀を含む国の儀式の執行は、行政権に属することが法律上明確となっており、閣議決定を根拠として行いうる」と説明した。同号は、内閣府の権限の一つとして「国の儀式並びに内閣の行う儀式及び行事に関する事務に関すること」と規定し、国葬の実施は行政権に属することを前提に「行政機関のうち、ほかの省庁ではなく内閣府が国葬の事務を担うこと」の根拠が内閣府設置法にあると解される。当初は政府・与党内では「国民葬」も検討されたが、「内閣府設置法に内閣府の所掌事務として国の儀式に関する事務が明記されており、閣議決定に基づいて国葬を実施することは法的にも問題ない」との見解が内閣法制局から示されたことを受けて、国葬の実施に踏み切ったとされる。
7月22日、同日の閣議において9月27日に日本武道館で故安倍晋三国葬儀という名称で、無宗教形式で国葬を行うことを決定した。
葬儀委員長は岸田が、葬儀副委員長は松野が、葬儀委員は全ての国務大臣と内閣官房副長官が、首席幹事を森昌文内閣総理大臣補佐官が務める。同日、松野は記者会見において国葬に関する事務を行う「故安倍晋三国葬儀事務局」を同日付で内閣府に設置したことを発表した。この事務局は内閣総理大臣補佐官の森昌文の指揮の下で、内閣府、財務省、外務省、警察庁などの職員約20人で構成する。また、外務省は海外から国葬に参列する外国の要人への対応を行うための「故安倍晋三国葬儀準備事務局」を同日設置したことを発表した。この事務局はアジア大洋州局参事官の石月英雄が事務局長を務める。同日、故安倍晋三国葬儀準備事務局は日本が国家の承認をしている195か国、承認をしていない4つの地域および80の国際機関に国葬の実施とその日程を通知した。
9月8日、衆参両院の議院運営委員会で閉会中審査が開催され、岸田は安倍が憲政史上最長の在任期間であったことや選挙演説中の死去などを挙げて、国葬挙行の正当性を改めて主張した。
9月13日、政府は歴代内閣総理大臣の葬儀で実施されてきた自衛隊による「と列」、「儀じょう」としての弔銃、音楽隊の演奏に加え、19発の「弔砲」を行うことを閣議決定した。これにともない防衛省は、9月21日、自衛隊の礼式に関する省令を制定した。
市民団体「権力犯罪を監視する実行委員会」による国葬のための予算の執行などの中止を求めた仮処分の申し立てについて、最高裁判所第一小法廷は9月22日付で市民団体側の特別抗告を棄却する決定をした。これにより、申し立てを却下した東京地方裁判所と東京高等裁判所の判断が確定した。裁判官5人全員一致の結論で、具体的な理由は示さなかった。

## 式次第

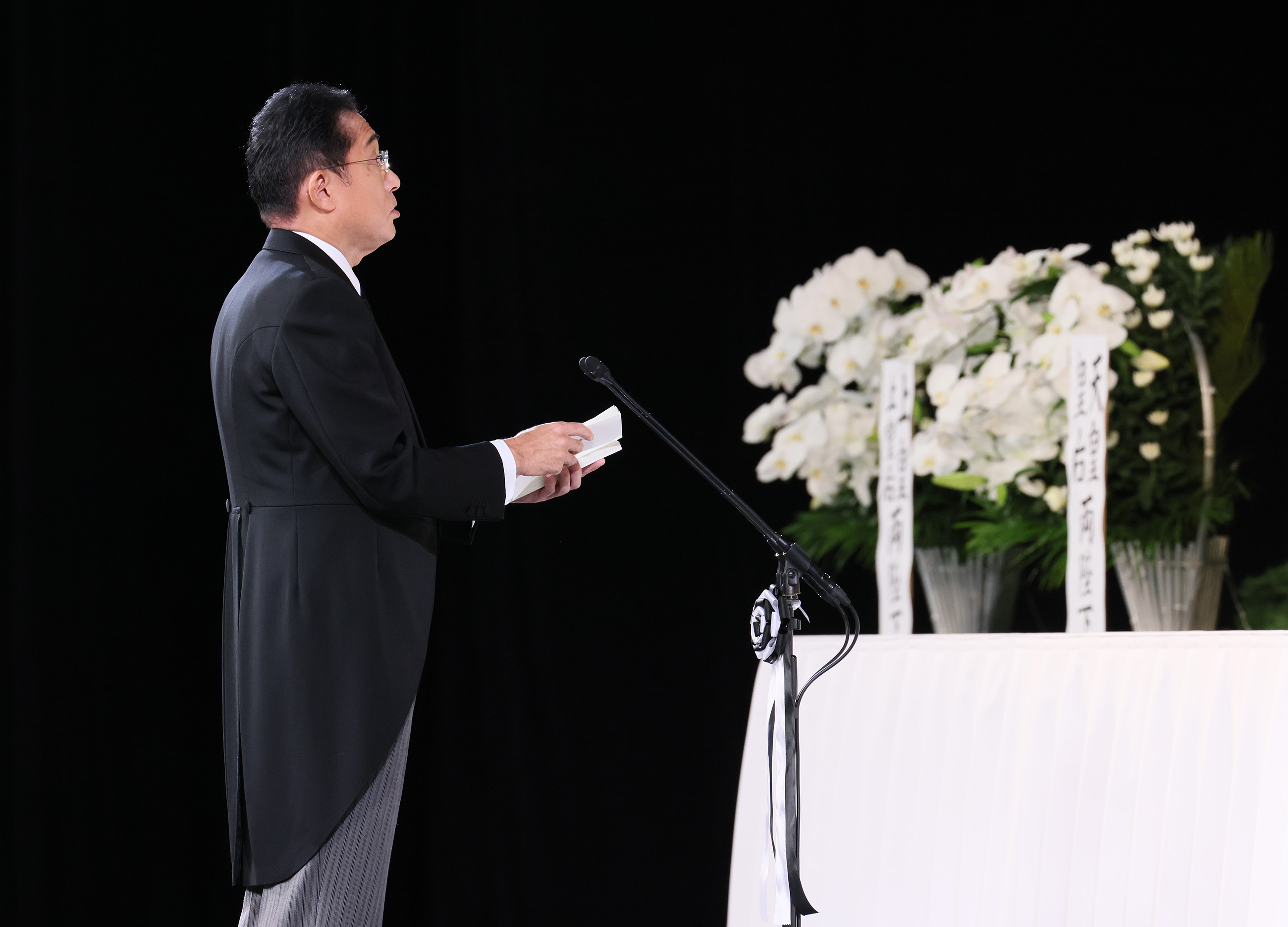
追悼の辞を述べる岸田

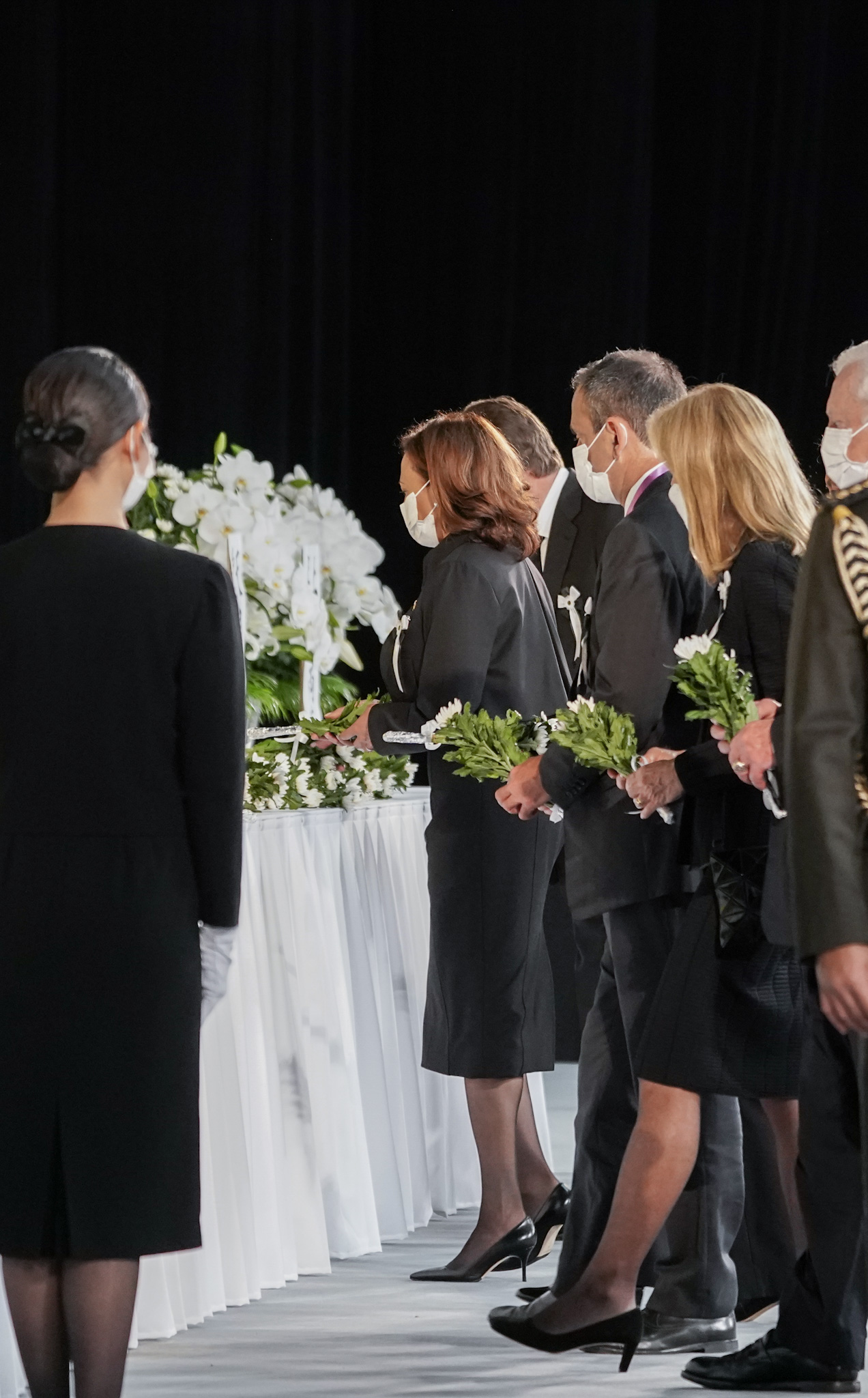
献花を捧げるアメリカ合衆国副大統領カマラ・ハリス

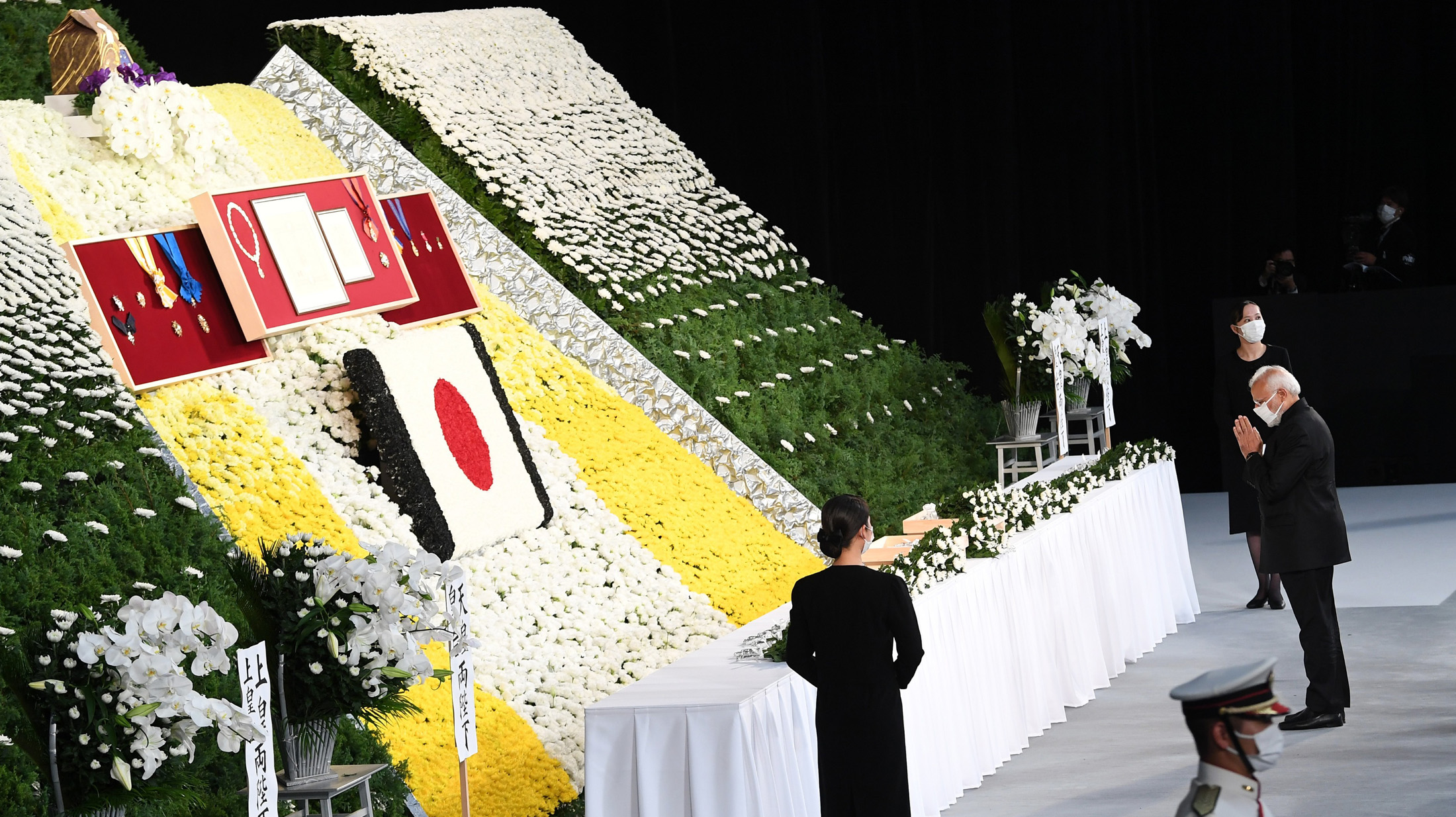
合掌をするインド首相ナレンドラ・モディ

国葬の流れは次の通り。なお、司会は、葬儀委員会の指名により、フジテレビ編成制作局アナウンス室チーフアナウンサー 兼 報道局解説委員の島田彩夏が担当した。
御遺骨式場到着
岸田らが安倍の遺骨の到着を出迎える。陸上自衛隊中央音楽隊が葬送曲「悲しみの譜」を演奏し、19発の弔砲が発射される中、葬儀委員長の岸田を先頭に、遺骨を抱いた喪主の昭恵夫人、安倍の遺族が会場に入場した。
開式の辞
葬儀副委員長の松野博一内閣官房長官が述べた。
国歌演奏
陸上自衛隊中央音楽隊、海上自衛隊東京音楽隊、航空自衛隊航空中央音楽隊による国歌の演奏が行われた。
黙とう
約90人の自衛隊儀仗隊が入場し、1分間の黙祷が行われた。この際には葬送曲「国の鎮め」が自衛隊の音楽隊によって演奏された。
生前のお姿の映写
政府がまとめた安倍の生前の活動を振り返る映像が約8分間上映された。この映像には、生前の安倍自身による「花は咲く」のピアノ演奏が使用された。
追悼の辞

以下の人物によって追悼の辞が行われた。
1. 岸田文雄（葬儀委員長）
2. 細田博之（第78代 衆議院議長）
3. 尾辻秀久（第33代 参議院議長）
4. 戸倉三郎（第20代 最高裁判所長官）
5. 菅義偉（友人代表）

勅使・皇后宮使御拝礼
勅使（松永賢誕侍従）と皇后宮使（池田元一侍従）による拝礼が行われた。
上皇使・上皇后宮使御拝礼
上皇使（岩井一郎上皇侍従）と上皇后宮使（岡良介上皇侍従）による拝礼が行われた。
御供花
7人の皇族による供花が行われた。
1. 秋篠宮文仁親王、文仁親王妃紀子
2. 佳子内親王
3. 寬仁親王妃信子
4. 彬子女王
5. 憲仁親王妃久子
6. 承子女王

献花
皇族以外の人物による献花が行われた。
1. 岸田文雄（葬儀委員長）
2. 安倍昭恵（喪主）
3. 遺族
4. 細田博之（衆議院議長）
5. 尾辻秀久（参議院議長）
6. 戸倉三郎（最高裁判所長官）
7. 菅義偉・真理子夫妻（友人代表）
8. 歴代内閣総理大臣
9. 歴代衆議院議長、歴代参議院議長、大谷直人（第19代 最高裁判所長官）
10. 外国の要人
11. 松野博一（葬儀副委員長）
12. 各党代表
13. 海江田万里（衆議院副議長）、長浜博行（参議院副議長）
14. 第2次岸田改造内閣の国務大臣
15. 最高裁判所裁判官
16. 内閣官房副長官、内閣法制局長官、副大臣、大臣政務官
17. 衆議院及び参議院（国会）の委員会の委員長など
18. その他の参列者

御遺骨お見送り
献花の終了後、遺骨が昭恵夫人に渡され、葬儀委員長の岸田を先頭に、遺骨を抱いた喪主の昭恵夫人、安倍寛信夫妻が海上自衛隊東京音楽隊によって「花は咲く」が演奏される中、遺骨が会場を退場した。会場を出た際には、陸上自衛隊中央音楽隊が「悲しみの譜」を演奏し、演奏の終了後、遺骨は兄の寛信に渡され、葬儀委員長の岸田と喪主の昭恵夫人に見送られて、儀仗隊による斉射3回の弔銃が鳴り響く中、富ヶ谷の自宅へと帰宅した。

### 一般献花
9月21日、政府は国葬に伴う一般献花に関して、東京都千代田区の九段坂公園（九段南2-2-18）に献花台を2台設置することを発表した。時間は国葬当日の10時から16時までを予定していたが、整理券が配布されたにもかかわらず、当日9時時点で行列ができたため30分前倒しで献花が開始された。13時の段階で1万人が献花し、献花まで少なく見積もっても3時間以上かかる見通しであると内閣府は発表した。その後行列は3キロメートル以上に延び、新宿区の四ツ谷駅付近まで達したので、直接献花台に向かった人々は地下鉄で移動することになった。引き続き多くの人々が献花に訪れていたが、17時以降は列に加わることは禁止された。終了は3時間ほど延長され19時30分ごろであった。政府は翌日の会見で2万5889人が献花に訪れたと発表した。なお、付近では献花を終えた男性と国葬反対派の男性による乱闘も発生した。
九段坂公園の一般向けの献花台が大混雑したため、自民党は自民党本部の駐車場に臨時の献花台を15時に設置した。

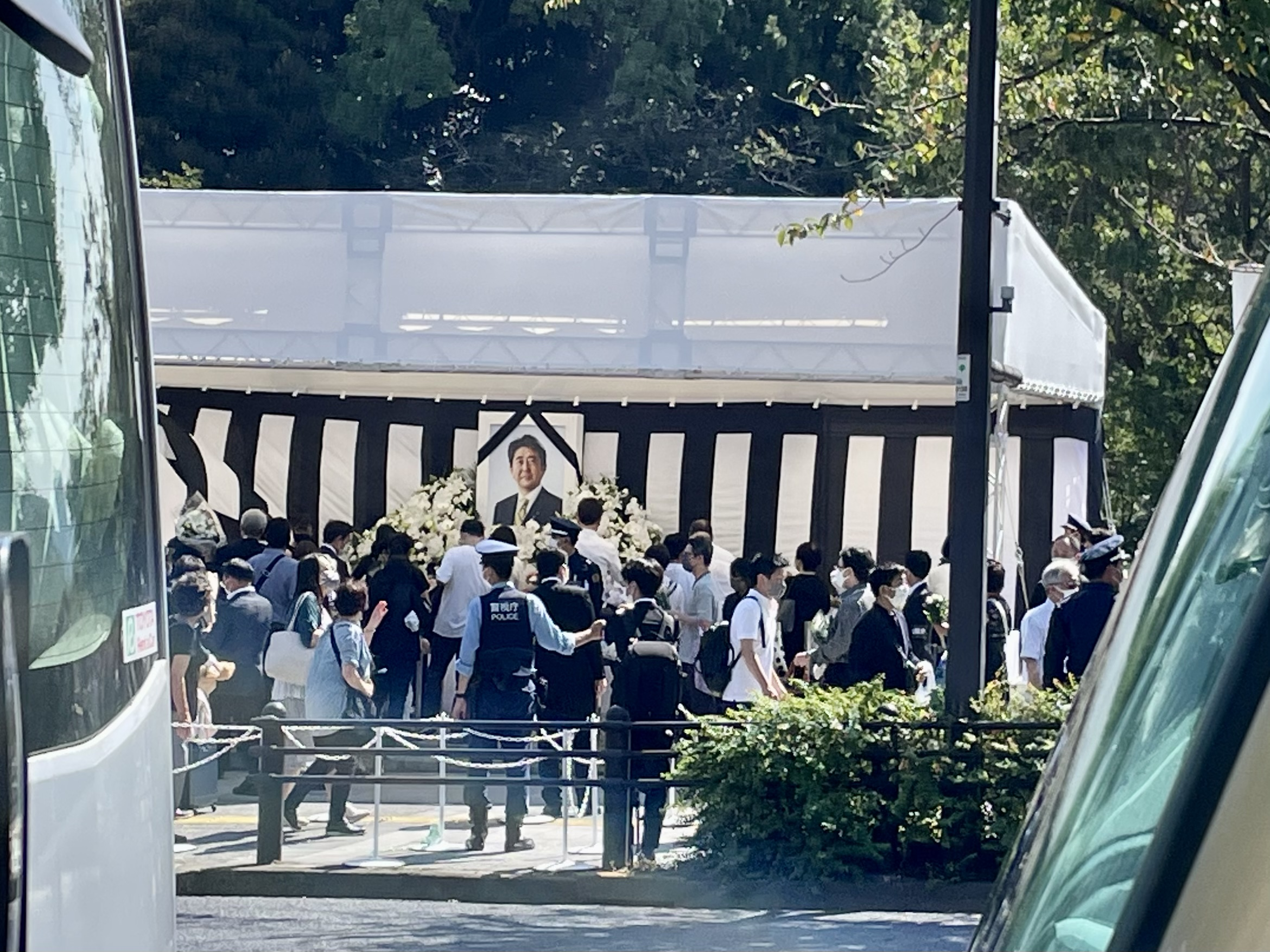
一般献花台の様子（2022年9月27日）
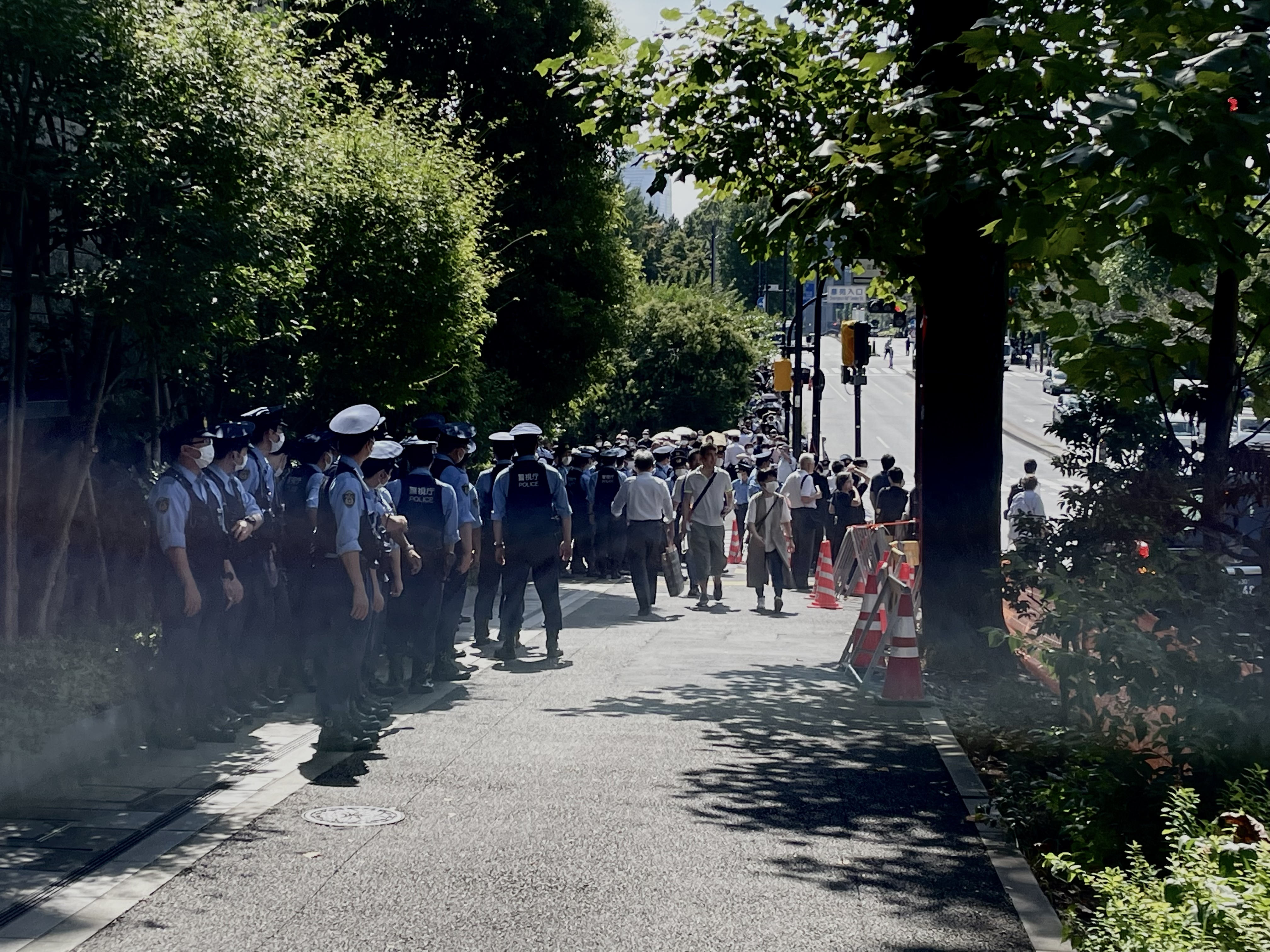
一般献花台への列と警戒に当たる警察官。

## 国葬遥拝所

### 板垣退助生誕地
| 板垣退助の位牌 |  | （裏面）安倍晋三書 |
| 板垣退助の位牌 |  | （裏面）安倍晋三書 |

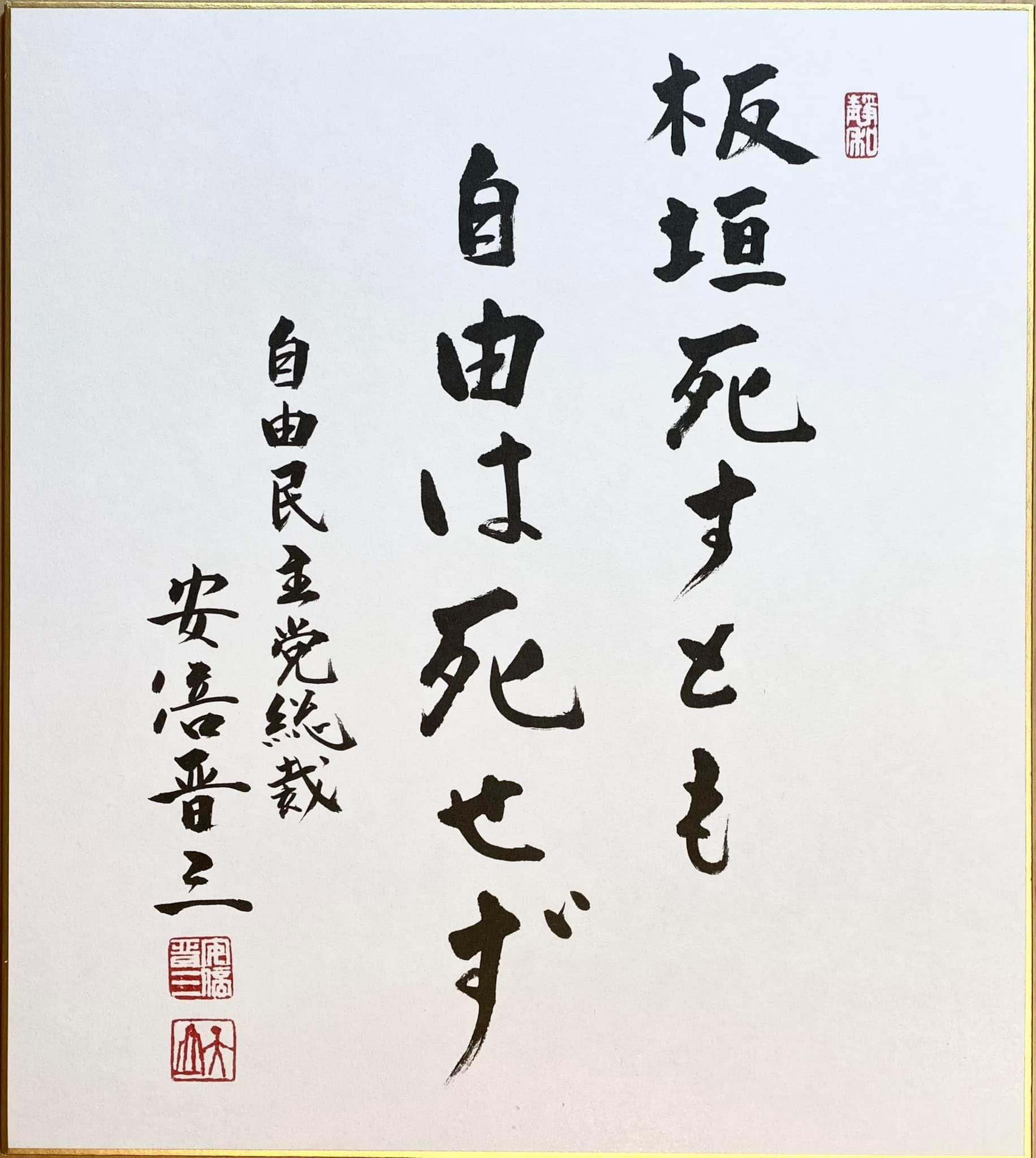
板垣死すとも自由は死せず（安倍晋三書）

- 2018年、明治維新150年・板垣退助百回忌（満99年目の仏式の法要）に際し、板垣退助の位牌を新調するとき、当時の自民党総裁であった安倍晋三は、50年前の佐藤栄作の前例[48]に倣い「板垣死すとも自由は死せず」を揮毫した[49][50]。位牌の奉納された高知・高野寺は、板垣退助の生誕地であり、板垣の創設した愛国公党ならびに自由党が、現在の自民党の起源にあたることなどから[51][52]、安倍晋三元首相の国葬の日に「安倍元総理ゆかりの寺」として「安倍晋三元首相国葬遙拝所」を設置[53]。無宗教式の遺影壇と献花台を板垣退助の生まれた場所に設け、約250名が弔問に訪れた[54][55][56]。

### 大阪護國神社

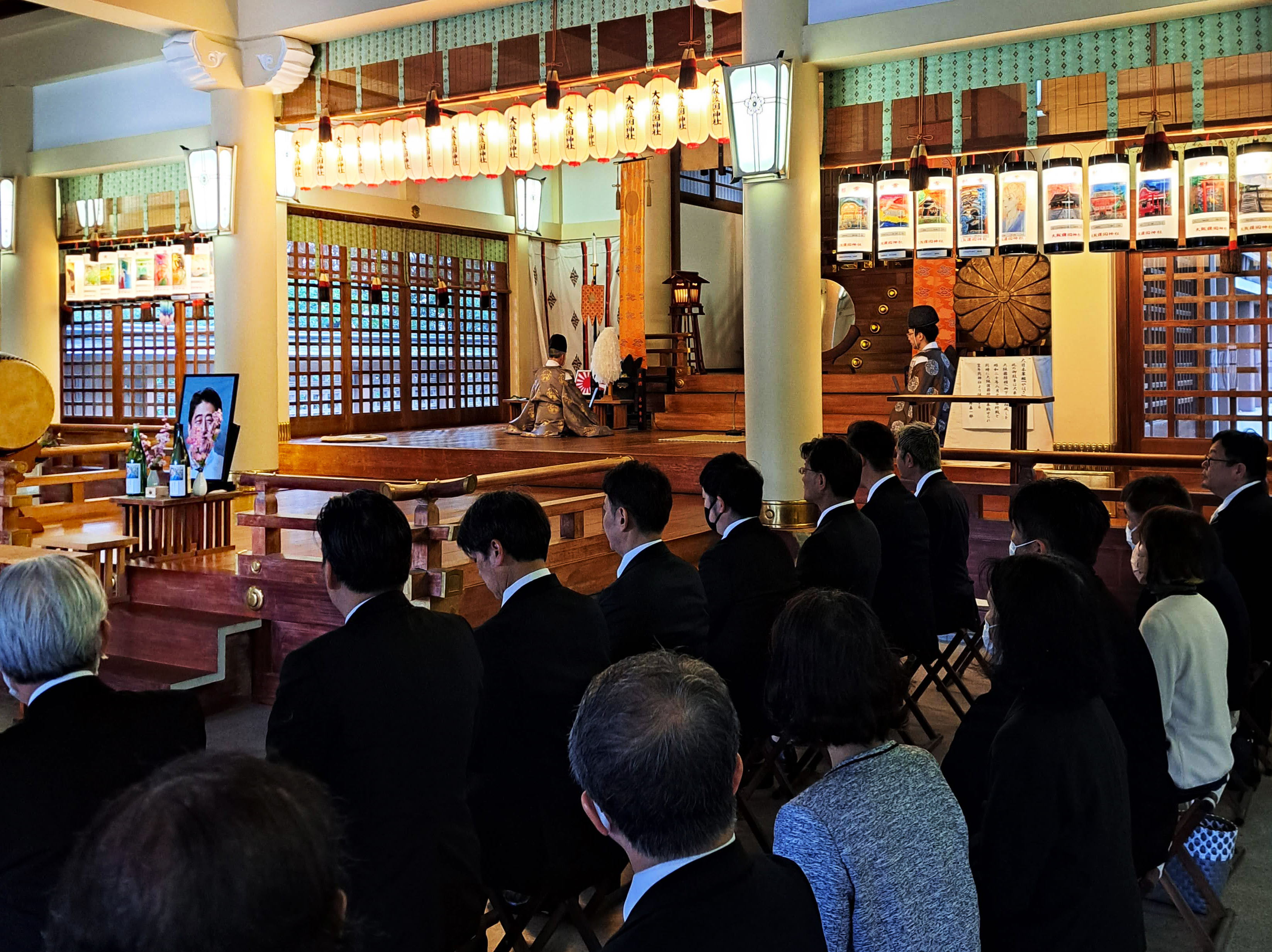
桜の季節に安倍晋三元総理を偲ぶ慰霊祭

- 大阪護國神社の藤江正鎮宮司は「国葬反対の声ばかりが（マスコミで）取り上げられているが、『あれだけ功績があるのに』と考え、国葬遥拝所と献花台を設置した[57][58]。

- 令和5年（2023年）3月26日、一般社団法人板垣退助先生顕彰会（代表理事・髙岡功太郎[59]）を施主として、『桜の季節に安倍晋三元総理を偲ぶ慰霊祭』ならびに『安倍晋三元総理を偲び桜を観る会』が、大阪護國神社で斎行され、大楠公の末裔・楠正浩をはじめ、全国犯罪被害者家族を代表して草刈健太郎、紺綬褒章受勲者、自民党現職議員、予備自衛官、舞台女優、テレビ局関係者ら各界名士が参列し玉串を捧げた[60]。同法人は昭和43年（1968年）、自民党の起源となる板垣退助を顕彰する目的で、佐藤栄作が名誉総裁となり創立された組織[61]。同祭礼では以下の三首が献歌として神前に奏上された[62]。
- 國思ひ　大和に散りし　ますらをの

　　想ひ語らむ　櫻の季に　　髙岡功太郎
- 死して後　君が遺せし日の本の

　　櫻心で吾等　國を護らむ　　坂井克二
- 咲き誇り　櫻花の如く　散り征けど

　　殘せし勲功　なほ麗しき　　大西隆之
- 令和5年（2023年）7月8日、大阪護國神社において『安倍晋三元総理追悼一年祭[63]』が斎行され、前衆議院議員・中山泰秀、大西宏幸ら参列し玉串を奉奠した。主催者の板垣退助玄孫・髙岡功太郎[64]は「政治家として国に殉じられました安倍先生の神霊が、天翔けましても、我々とこの国の行く末をみそなわし、お守り下さいますよう」とする祭文を奏上した[65][66][63]。同祭礼では以下の三首が献歌として神前に奏上された[67]。
- 散る姿　龜鑑と成さむ　吾もまた

　　皇國の　男子たるなら　　髙岡功太郎
- 動かざる　心刻みし石碑に

　　拝み祈る　明日の御國を　　大坪宏通
- 一年の　時めぐれども　我が胸に

　　散る烈士の　心忘れじ　　片岡 正

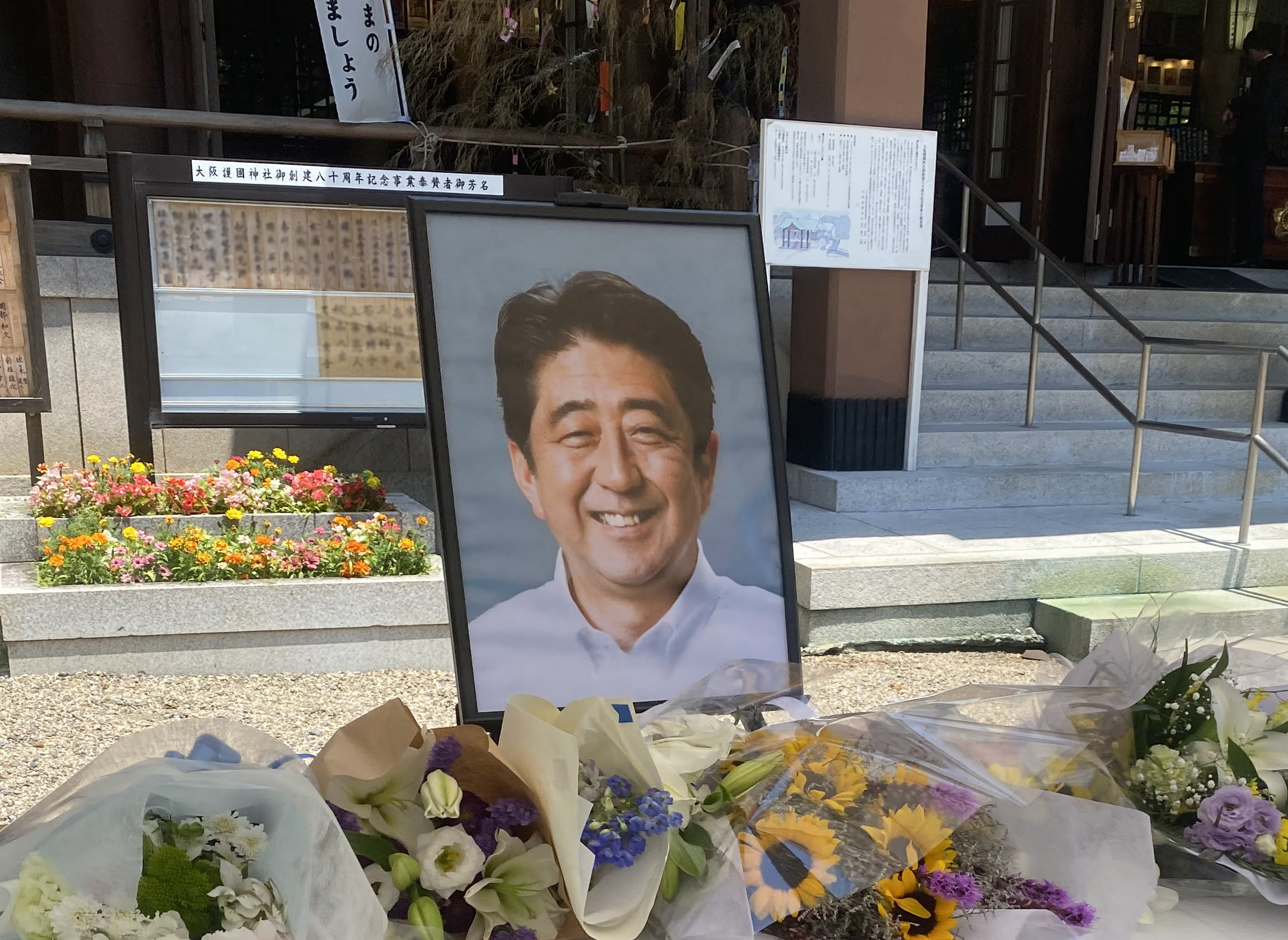
安倍元総理慰霊祭の献花台（2024年）

- 令和6年（2024年）7月6日、大阪護國神社において『安倍晋三元総理追悼二年祭』が斎行され、第2次安倍内閣で教育再生実行会議有識者委員を務めた佐々木喜一や、前衆議院議員・中山泰秀、奈良県からは「留魂碑」建立に盡力した政治関係者や地元の市議、各界の代表らを含め約80人が参列し故人を偲んだ[68]。藤江正鎮宮司による祝詞奏上、巫女による「みたまなごめ」の舞いの後、主催者の一般社団法人板垣退助先生顕彰会理事長・髙岡功太郎が祭文を奏上。続いで、安倍氏を偲び「國のため洵(まこと)盡(つ)くして散る花の　心知らずや　雨が打ちゆく」の和歌を詠み神前に奏上した。全国犯罪被害者家族を代表して草刈健太郎が〆玉串を奉奠したほか、式典の最後は『国の鎮め』を全員で奉唱[69][68]。式典の行われた同神社では7月6日から8日にかけて献花台も設置され、多くの人が献花に訪れた[68]。
- 令和7年（2025年）7月6日、大阪護國神社本殿脇に安倍晋三元総理を顕彰する『憲政殉難之碑』を建立[70]。（題字揮毫/除幕：安倍昭恵、祝詞奏上：藤江正鎭[71]）板垣退助先生顕彰会理事長・髙岡功太郎が祭文を奏上。また安倍氏を偲び「散る花の　姿(すがた)宿(やど)せし碑(いしぶみ)の　心忘れじ　時(とき)流(なが)るれど」の和歌を詠み神前に奏上した[71]。

### 自由民主党大阪府支部連合会
- 国葬に合わせて自民党大阪府連は、大阪市中央区の府連事務局に遺影と記帳所を設け、国葬を遙拝できるように配慮した。2時間で約260人以上が訪れ、非業の死を悼んだ[72]。

#### その他
- 大分市 -「安倍元総理への弔意と感謝の県民の会」が開催され、国東会場と合わて200名が参列[56]。
- 鹿児島県 - 自由民主党鹿児島県支部連合会事務所（鹿児島市）、鹿屋市・曽於市・霧島市の各会場で弔意記帳所を設置し献花台を設けた[56]。

## 慰霊祭・追悼行事
国葬の当日以外では、上記との重複を除き以下の慰霊祭・献花式等の追悼行事が催された。

### 2022年

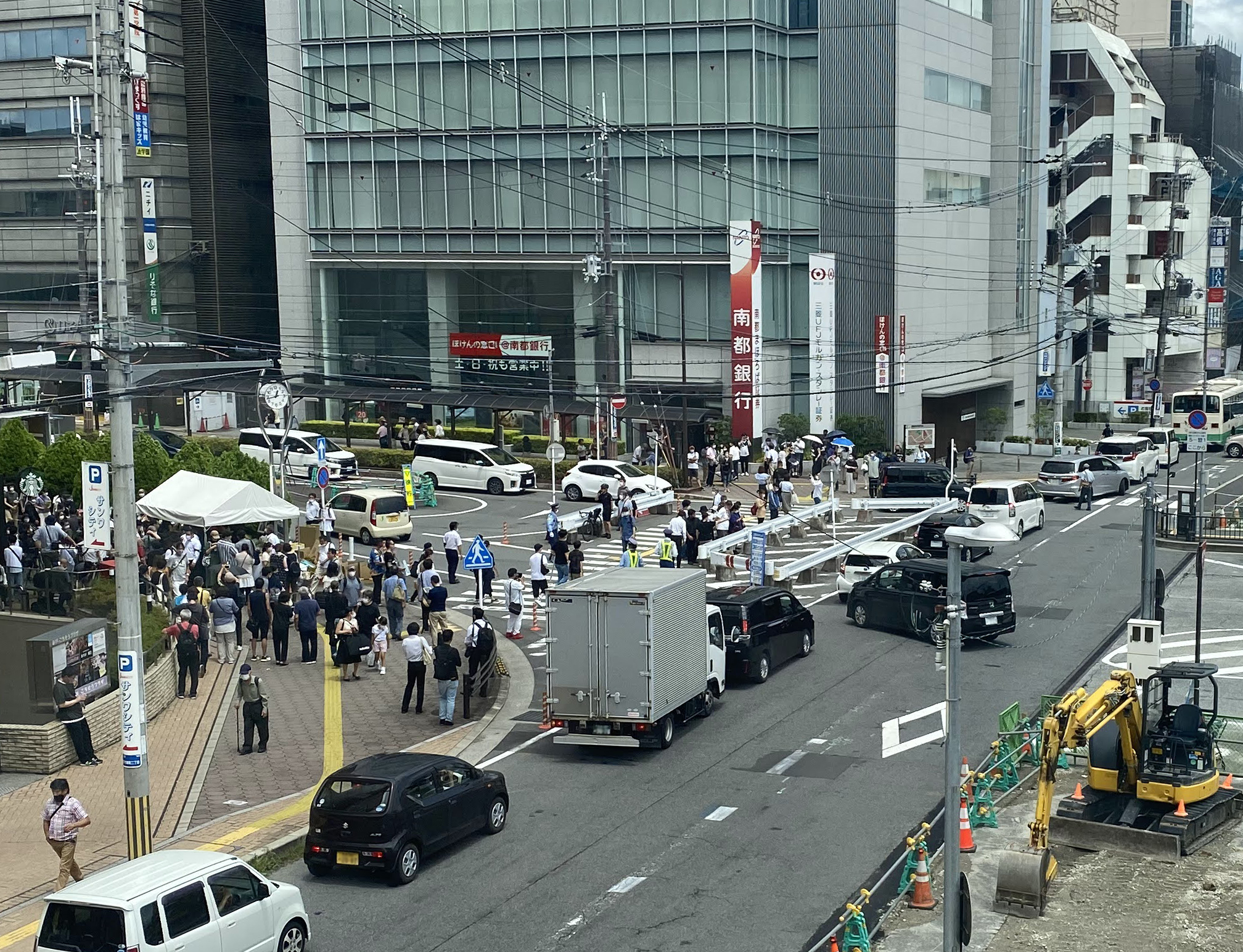
暗殺事件現場で弔意を示す人々と献花台

- 令和4年（2022年）7月8日〜7月18日、奈良県大和西大寺駅前の事件現場近くに遺影と献花台を設置[73]。10日間で10万人以上が献花に訪れた[74]。海外メディアの取材に対し、板垣退助の玄孫・髙岡功太郎は、「歴代最長政権とは、客観的な尺度で申し上げると、日本の憲政史上、最も長く国民から支持され、国民から愛された首相と言える」と語り「憲法改正に真剣に取り組まれたお姿は、我々国民の希望の光であった」と評価した。さらに明治維新以降連綿と培われた日本の議会政治の歴史を述べ「安倍先生の国を思う精神が、この様な言論を封殺する暴力によって失われることがあってはならない」と述べた[75]。

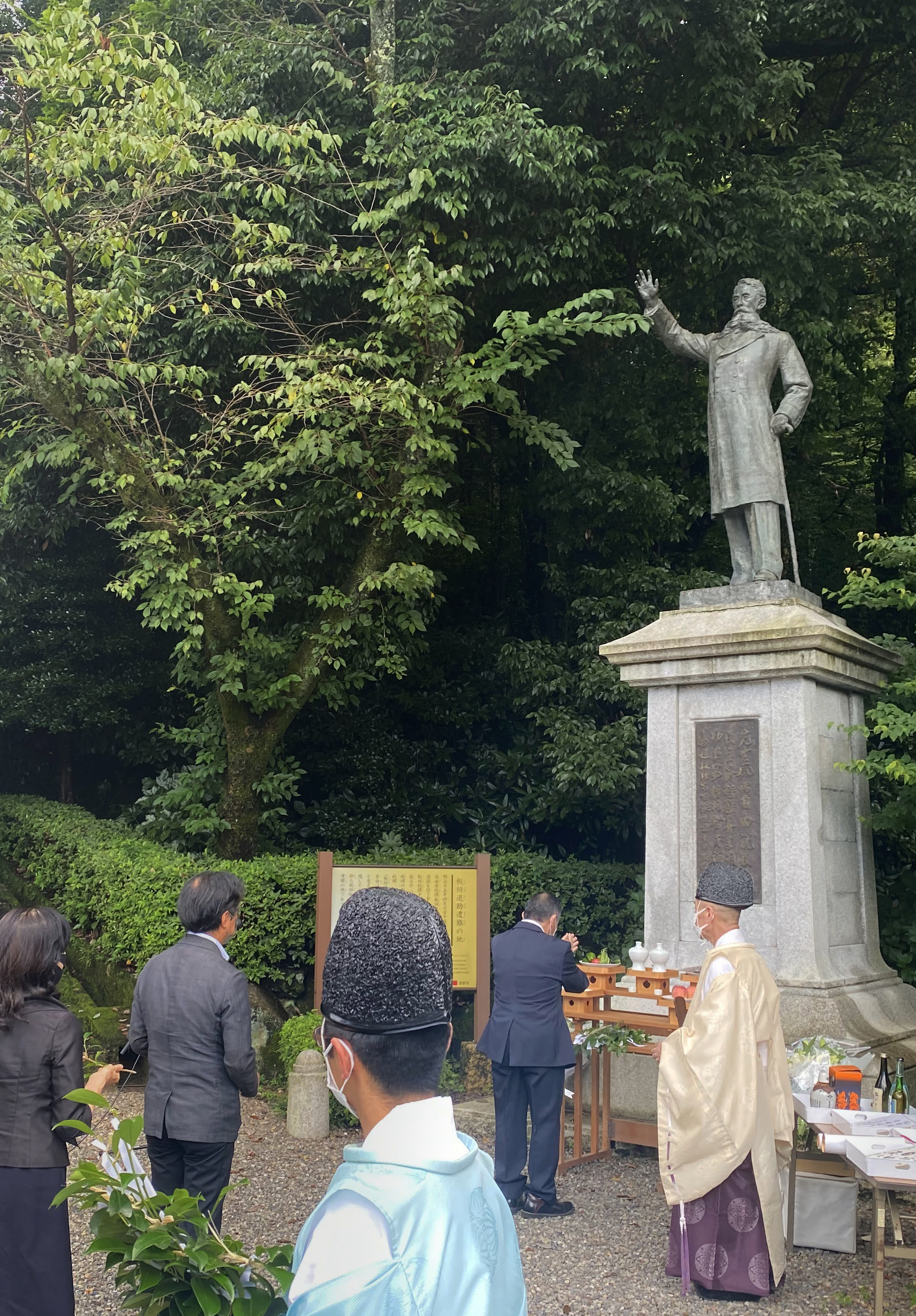
板垣退助岐阜遭難事件140年・安倍元総理追悼献花式典

- 同年7月17日、岐阜県岐阜公園の板垣退助銅像前において、一般社団法人板垣退助先生顕彰会らにより「板垣退助岐阜遭難140年祭」ならびに「安倍晋三元総理を追悼する献花式」と題し慰霊の神事が行われた[52]。岐阜護國神社の宮司が祝詞を奏上し、板垣退助の玄孫・髙岡功太郎をはじめ有志らが玉串を捧げた[52]。髙岡氏はメディアの取材に対し「国葬云々の議論が出ているが、今、日本は国難の渦中にある。特に国防と安定的皇位継承に関しては、日本の根幹に関わる最重要課題。安倍先生は、歴代のいかなる首相よりも積極的に憲法改正に取り組んでこられた。その功績を広く知っていれば、どうすべきかは言わずとも明らかではないか」と語った[52]。
- 同年7月18日、兵庫県において「安倍晋三元総理を追悼する会」が開かれ、160名が参列。憲法改正を訴える行進も行われた[56]。
- 同年9月8日、長野県において安倍晋三元総理を追悼する黙祷が行われた[56]。
- 同年9月15日、山口県の赤間神宮で、安倍氏の母親の洋子さんが会長を務める同神宮崇敬会の会員などによって追悼祭が斎行された[76]。
- 同年9月23日、長崎県神社庁会館で、「安倍元総理を偲ぶ追悼祭」が斎行された[56]。
- 同年9月25日、宮崎県護国神社で「安倍元総理追悼祭」が斎行された[56]。
- 同年10月1日、佐賀県において「安倍晋三元首相を偲ぶ会」が開かれ、300名が参加。黙祷、献花が行われた[56]。
- 同年10月15日、安倍氏の選挙区であった山口4区（現・山口3区の一部）の下関市「海峡メッセ下関」を主会場とし、8箇所の会場に分散した「故安倍晋三先生県民葬」として斎行され、合計10,245人の献花があった[77]。

### 2023年

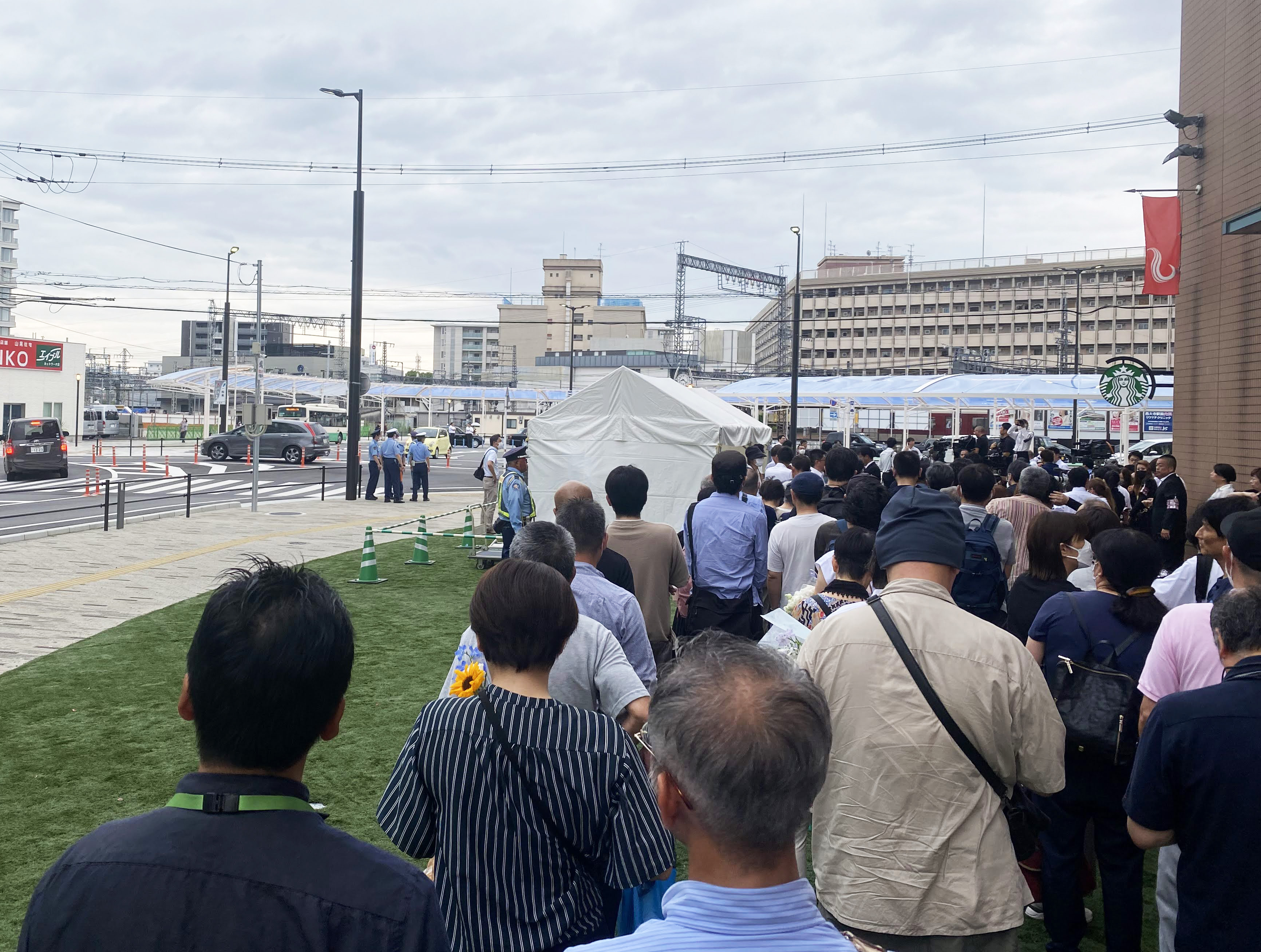
事件現場への献花を待つ人々（2023年）

- 令和5年（2023年）2月27日、奈良県五條市役所にぎわい広場において、「故安倍晋三元首相追悼植樹式」が行われた[78]。
- 同年6月12日、「桜の会」の前夜祭が行われた縁のある東京都千代田区のホテルニューオータニにおいて、神道政治連盟主催による慰霊祭が斎行され、中曽根弘文、打田文博らが参列し玉串を捧げた[79]。

- 同年7月1日、奈良県吉野の世界遺産「吉水神社」の名誉宮司・佐藤素心によって「安倍神像神社」が、長野県下伊那郡阿南町東條に建立された[80]。佐藤氏は山口県出身で、大阪府警に奉職し、退官後に神職として吉水神社に奉職した人物[81]。同氏の著書『わが祖国日本への戀文』を出版の際、安倍氏が巻頭言を寄せている[81]。

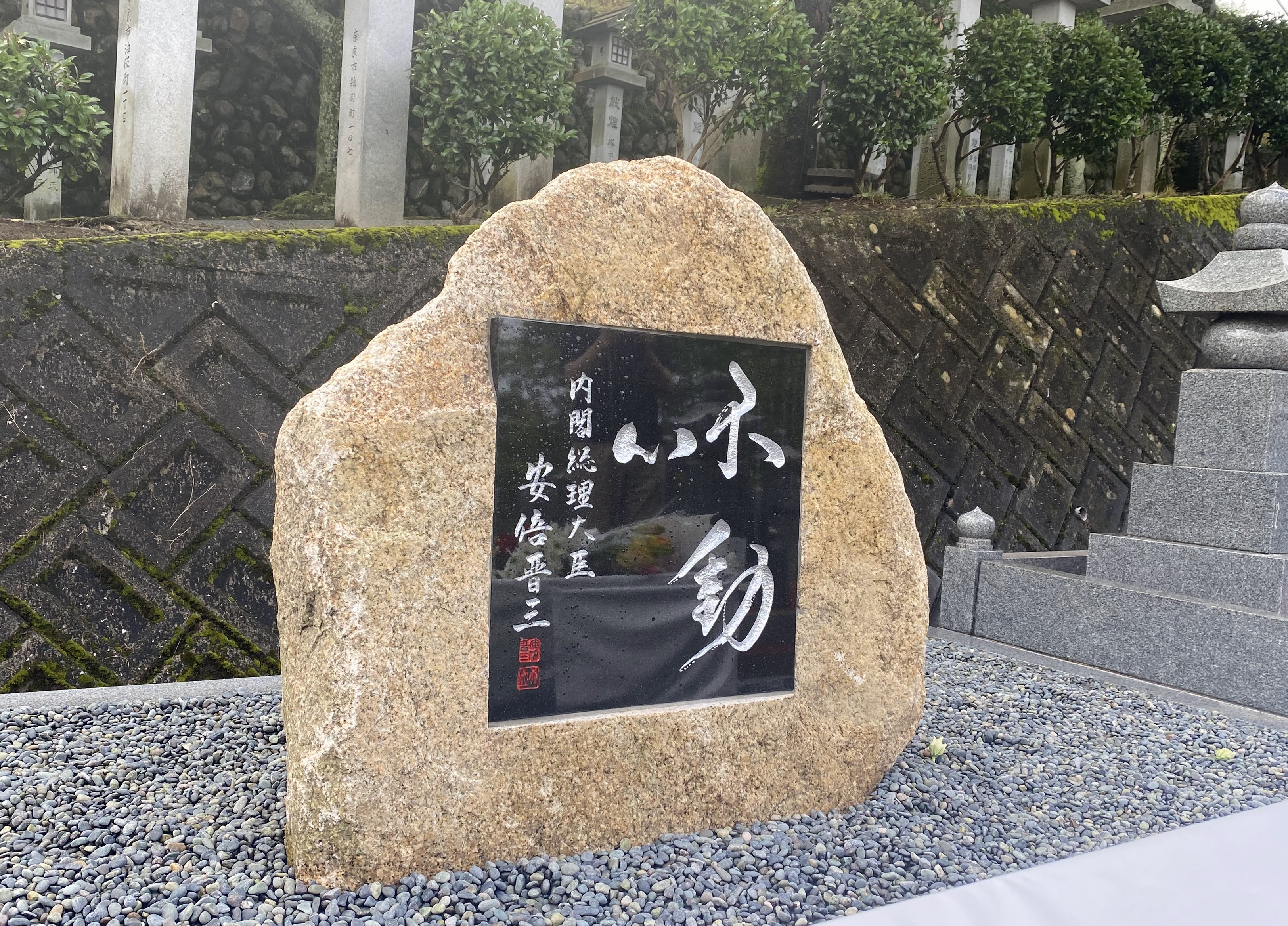
安倍晋三元総理を慰霊する石碑・留魂碑

- 同日、奈良県の三笠霊苑において、安倍晋三元総理を偲ぶ「不動心」と書かれた慰霊碑が、「安倍晋三元内閣総理大臣感謝と継承の会奈良」会長・佐藤啓参議院議員らによって建立された[82]。除幕式には、同会顧問・高市早苗経済安全保障担当相ら関係者約40人が参列し献花を行った[83]。慰霊碑は、吉田松陰著の『留魂録』にあやかり「留魂碑」と命名された[82][84]。
- 同年7月8日、東京芝の増上寺において一周忌法要が営まれ、明治記念館で『世界に咲き誇れ日本・安倍晋三元総理の志を継承する集い』が開催された[85]。

### 2024年
- 令和6年（2024年）6月30日、東京芝の増上寺において三回忌法要が営まれ、安倍昭恵夫人ら親族をはじめ、岸田文雄総理大臣、菅義偉前総理大臣、森喜朗元総理大臣ら政界関係者など約130人が参列し故人を偲んだ[86]。
- 同年7月8日、山口県長門市の安倍氏菩提寺・長安寺において三回忌法要が営まれ、安倍昭恵夫人ら親族をはじめ、自民党参院議員・江島潔、村岡嗣政山口県知事、安倍氏の秘書を務めたことのある前田晋太郎下関市長ら約50人が参列[87][88]。
- 同年7月7日から8日にかけて、事件現場には献花台が設けられ、西村康稔前経済産業相や、自民安倍派の参議院議員約30人が訪れたほか、「保守団結の会」代表・高鳥修一、国民民主党代表・玉木雄一郎、立憲民主党からは山井和則らが献花した。一般献花者の列は終日途切れることなく、膨大な数の参列者があった[89]。

## デジタル献花
20-30代のベンチャー企業経営者らで構成される「安倍元総理デジタル献花プロジェクト実行委員会」が、ネット上で献花が出来るwebサービスを立ち上げた。9月30日に終了するまでに、52万432名が献花した。プロジェクトは安倍の「49日」にあたる8月25日から開始された。
献花数が10万人を超えた9月8日、寄せられたメッセージの一部が昭恵夫人に届けれられた。国葬の一般献花に都合がつかず参加できない人々の利用も多かった。白菊、黄菊、桔梗、百合、蘭の5つの花から1つを選択して、メッセージを投稿する形式が採用された。サービスは国葬当日の27日午後4時で終了する予定であったが、国葬が近づくにつれアクセスが急激に増えて接続しにくい状態になったため、急遽終了日時を9月30日まで延長した。

## 国葬実施に伴う影響
国葬実施当日の9月27日は平日の火曜日であり、前述の吉田茂の国葬の際は官公庁や国公立の学校は半休、公営競技なども終日開催を取り止めているが、内閣官房長官の松野博一は「休日とすることは検討していない」と述べている。
8月15日、政府は野党議員の質問主意書に対する答弁書18本を閣議決定した。それによると、各企業や学校などに対して、弔旗の掲揚や葬儀時間中の黙祷を要請するかについては「検討中であり、現時点でお答えすることは困難」、公営競技の中止については「現時点では決定していない」、官公庁・企業・学校などを当日休業・休校扱いにすることや民間に対して歌舞音曲を伴うイベント・番組の自粛を要請することについては「現時点で考えていない」とそれぞれ回答している。
8月26日、官房長官の松野は歴代首相の葬儀の際に各府省に対して要請していた「弔意表明」の閣議了解を見送ると共に地方自治体や教育委員会などに対しても協力を要請しないことを同日の記者会見にて明らかにした。各府省において、個別に黙祷を行うかについては「検討中」としている。
8月31日、内閣総理大臣の岸田は同日開催の記者会見において、各府省庁では弔旗の掲揚並びに黙祷を行うことを明らかにした。また、国民や地方自治体、教育委員会などに対しては弔意表明の強制を行わないことも改めて示した。
9月15日、警視庁は外国要人の来日などに伴い、同月26日から28日に首都高速道路を含む東京都内で交通規制を行うことを発表した。また、警視庁は全国から派遣された警察官を含め最大約2万人の警察官を動員し、最高レベルの警備体制を敷いた。北の丸公園の入り口には柵を設置して立ち入りを制限し、銃器を装備して重武装テロを制圧する緊急時初動対応部隊（ERT）や爆発物処理班などを配置したほか、ドローン対策としてジャミング装置などの資機材も配備した。
日本武道館周辺の交通規制や混雑により、児童や生徒の登下校などに支障が出る恐れがあるとして、千代田区教育委員会が同区内の教育機関計19校に対して、国葬当日の授業短縮やオンラインでの学習切替を検討するよう通知を出した。
国葬前日の17時から当日19時にかけて、日本武道館を含む北の丸公園では立入規制が実施され、規制区域内の科学技術館、隣接する東京国立近代美術館・国立公文書館は国葬当日を臨時休館とした。また当日に周辺を走行する路線バスのうち、都営バス高71系統は短縮運行、千代田区コミュニティバス「風ぐるま」富士見・神保町ルートは迂回運行、「風ぐるま」麹町ルートおよび京王バス050系統は終日運休とする措置が取られた。

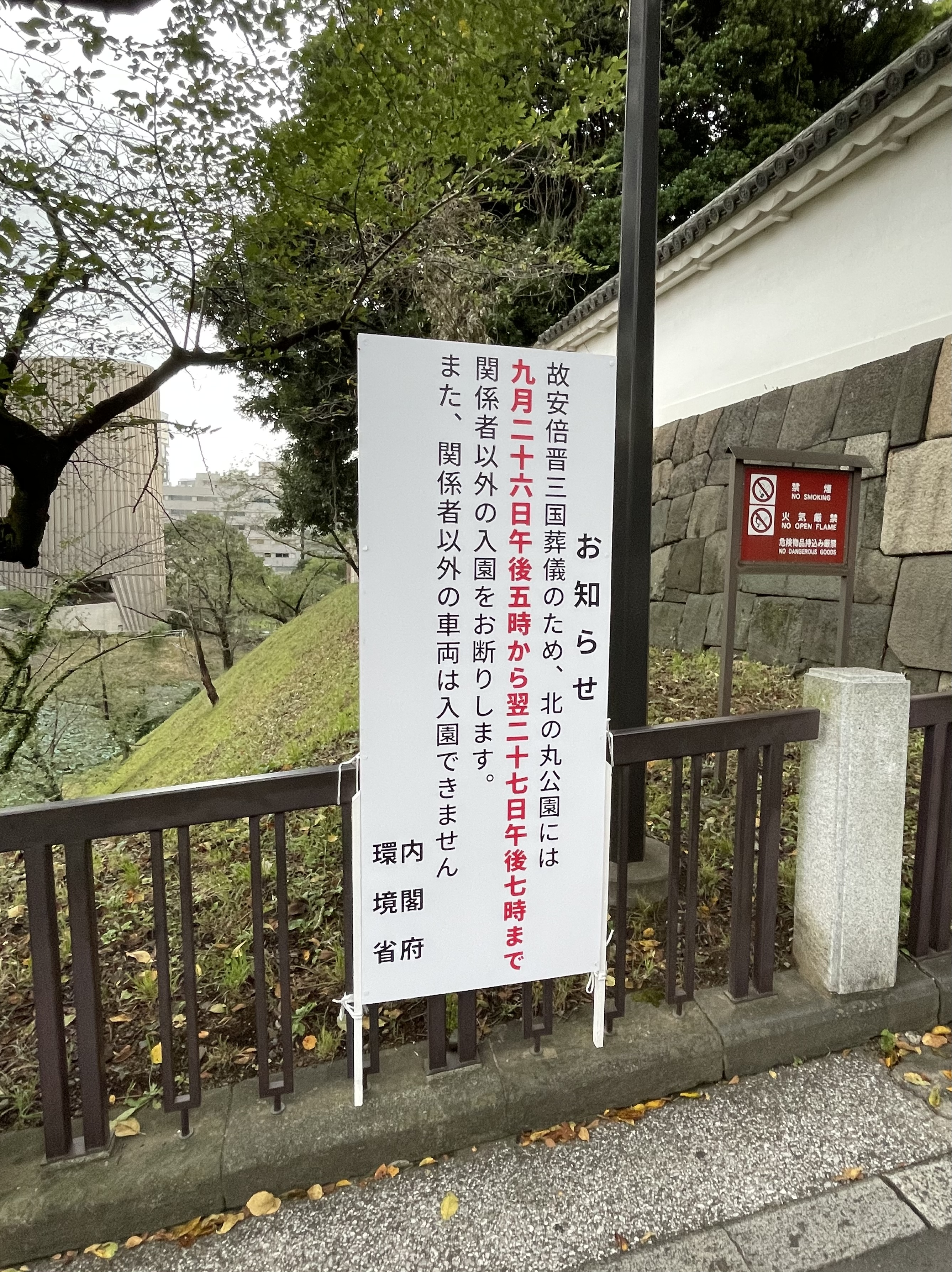
故安倍晋三国葬儀による北の丸公園への入場規制を示す案内（2022年9月）
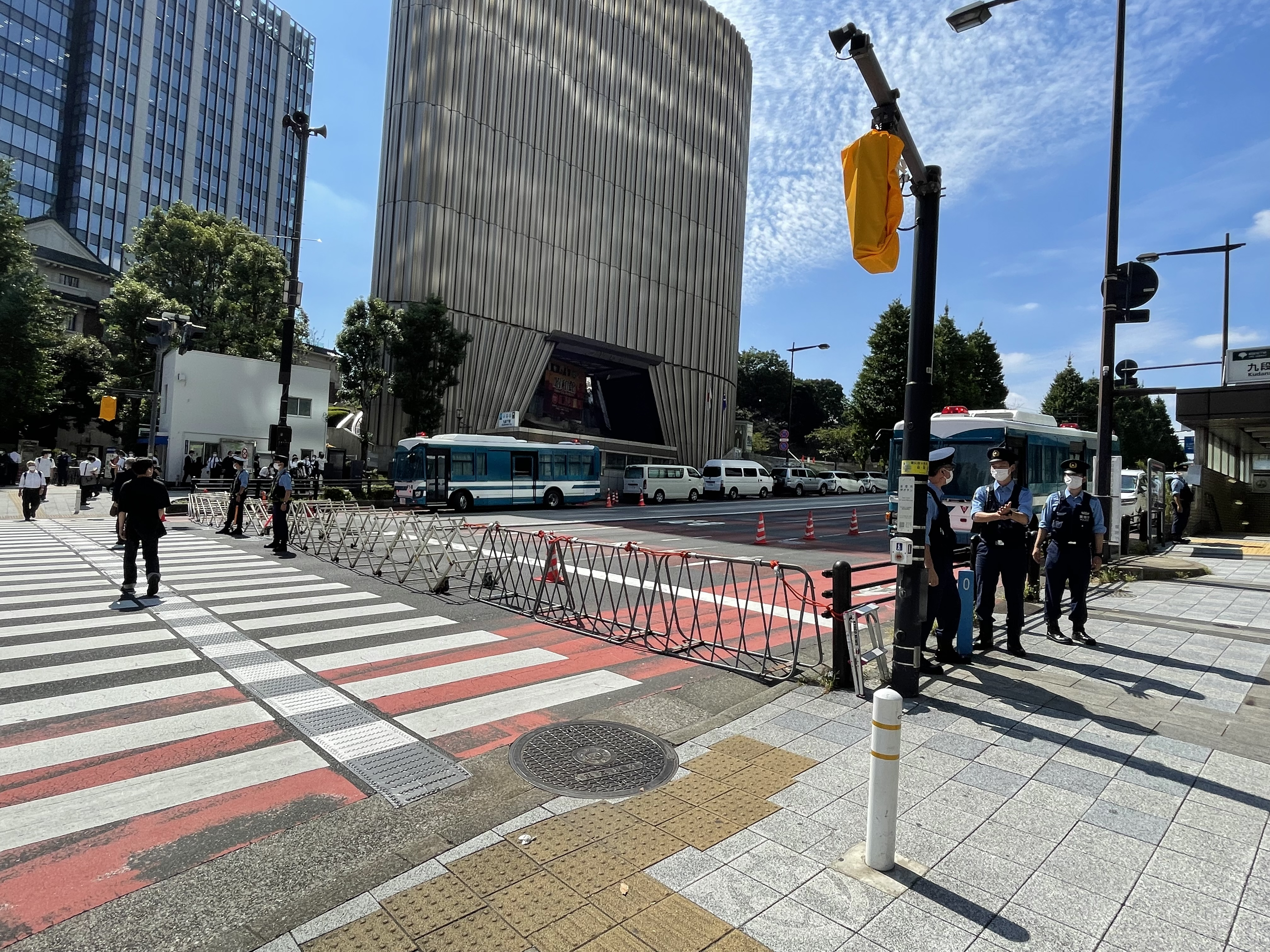
故安倍晋三国葬儀に伴って封鎖された九段下交差点（2022年9月27日）

## 国葬実施に対する反応
政府が安倍の国葬を実施すると閣議決定したことに対しては、与党、野党、マスメディア、市民団体、SNSなどから賛成意見と反対意見が表明された。

### 世論調査・アンケート調査
各報道機関による国葬に関する世論調査・アンケート調査の結果は、以下のとおり。
| 49.1 |  | 37.6 |

| 31.0 | 19.1 |  | 14.8 | 32.1 |

| 43 |  | 47 |

| 17.9 | 27.2 |  | 23.5 | 29.8 |

| 36 |  | 50 |

| 49 |  | 46 |

| 42 |  | 45 |

| 30.5 |  | 47.3 |

| 42.5 |  | 56.0 |

| 34 |  | 51 |

| 40.8 |  | 51.1 |

| 30 |  | 53 |

| 41 |  | 50 |

| 38 |  | 56 |

| 38 |  | 51 |

| 32 |  | 57 |

| 38 |  | 56 |

| 25.3 |  | 51.9 |

| 33 |  | 60 |

| 30 |  | 54 |

| 13.8 | 24.7 |  | 20.2 | 40.6 |

| 31.5 |  | 62.3 |

| 27 |  | 62 |

| 42 |  | 54 |

| 35 |  | 59 |

| 41 |  | 54 |

| 13.4 | 23.5 |  | 23.1 | 38.8 |

| 24.4 |  | 49.5 |

| 32.6 |  | 54.2 |

| 30 |  | 57 |

| 18 |  | 60 |

銃撃直後は「凶弾に倒れた」という衝撃もあって国葬賛成の声も多かったが、銃撃事件容疑者のあまりに悲惨な境遇や、それを引き起こした宗教団体である世界平和統一家庭連合（旧・統一教会）と安倍が実際に関わりを持っていたこと、さらには8月に入って自民党議員との関係（旧統一教会問題）がメディアで連日次々と明らかになるに連れ、世論では「国葬反対」の声が多くなっていった。
一橋大の中北浩爾教授（政治学）は、国葬に反対する世論が増えた理由について、次のように指摘する。
一番大きいのは旧統一教会問題。銃撃事件について発生当初は「民主主義に対する冒涜」と同情する見方もあったが、教団の問題が表面化したことで潮目が急激に変わった。国政選挙などで安倍氏らが教団側から協力を得てきた経緯から「勝つために旧統一教会まで使っていたのか。国葬までして特別扱いする必要はあるのかという話に当然なる。
岸田政権は国葬の実施を早々に閣議決定した。法的根拠が曖昧であったことに加えて、国会に諮ることがなかったプロセスにも批判の声が集まった。なお、8月中旬以降に実施された世論調査では、上記のとおり、すべての調査で反対が過半数を上回った。基本的には、このような状況は変わらないまま、政府の国葬方針は変わることなく、従来安倍元首相支持とみられながらも岸田首相に批判的な立場をとる者の一部からは「『検討します、検討します』とばかり言っている岸田首相が唯一すぐに決断したこと」と揶揄されたものの、国葬の儀は実施された。

### 賛成意見

#### 与党
- 自由民主党幹事長の茂木敏充は、2022年7月19日の記者会見で「国民から国葬について『いかがなものか』という声が起こっているという認識を私はしていない。野党の主張（後述する反対意見）は国民の声や認識とかなりずれている」とした上で、「（安倍の）成果は国際社会から極めて高い評価を受け、国内外から幅広い哀悼の意が寄せられた。国葬は極めてふさわしい」と述べ、国葬実施に賛成の意見を表明した[156]。
- 自民党総務会長代行の森山裕は、同年7月14日に国会内で記者団に対し「安倍氏の政治家としての功績、国際的な活躍を考えると、国葬にふさわしい方だと思う。政府がいい決断をされた」と述べ、国葬実施に賛成の意見を表明した[157]。
- 公明党は、同年7月14日の時点では国葬に関するコメントを避け、記者団に対し「この件について、党としてコメントしない」と回答していた[157]。しかしその後、公明党代表の山口那津男は同年7月19日に「首相の決断を評価する」と岸田に伝え、国葬実施に賛成の意見を表明した[158]。
- 自民党元幹事長の二階俊博は、同年8月24日に行った講演の中で、国葬の実施について「当たり前のことで、やらなかったら馬鹿だ」と述べた[159][160]。

#### 野党
- 日本維新の会副代表の吉村洋文は、同年7月20日の大阪府知事としての定例会見において党副代表として「憲政史上最長の期間総理を務め、多くの国民から支持され、実績も残した総理であること」「海外のリーダーからの評価も非常に高い総理であったこと」を理由として、国葬実施に賛成の意見を表明した[161]。但し、国葬には一定の基準を作るべきという考え方も述べた[161]。
- 国民民主党代表の玉木雄一郎は、同年7月14日に「国の内外から広く哀悼の意が寄せられており、国葬とすることについては理解できる」と自身のTwitterに投稿し、国葬実施に賛成の意見を表明した[157]。
- NHK党党首の立花孝志は、同年7月22日の定例記者会見で「顔と顔を合わせることが大事」「国葬は外交においてチャンス」「凶弾に倒れたことへの再認識」を理由として、国葬実施に賛成の意見を明確に表明した[162]。

#### マスメディア
- 産経新聞は、同年7月14日の「主張」[注釈 12]で「安倍晋三元首相は国葬で送られるべきである。岸田文雄政権はその方針を固め、ただちに準備に入ってもらいたい」と述べた[163]。
- 読売新聞は、同年7月16日の社説で「元首相が演説中に銃撃された衝撃の大きさや、内外の多くの人々が死を悼んでいることを踏まえた判断なのだろう。静かに見送りたい」「国家的行事として、責任を持って執り行おうという政府の姿勢は理解できる」と述べた[164]。
- 日本経済新聞は、同年7月22日の社説で「内政や外交の実績を総合的に評価した判断は理解できる」と評価した上で、岸田が「透明性の高い運営方法を主導」するよう求めた[165]。
- フジテレビの上席解説委員の平井文夫は、同年8月31日、FNNプライムオンラインで国葬実施の意義を訴えた。安倍を「自分の夢や主義より前に、世界を相手に日本がどういう国になるべきなのかを考えるリアリスト」だと評価し、「警備と接遇に恥ずかしくない必要な費用をかけるのは当たり前だ」「安倍晋三さんのどこが国葬に値しない政治家なのか誰か教えてくれ」と述べた[166]。

#### 都道府県知事
- 北海道知事の鈴木直道、栃木県知事の福田富一、群馬県知事の山本一太、東京都知事の小池百合子、神奈川県知事の黒岩祐治、石川県知事の馳浩、福井県知事の杉本達治、京都府知事の西脇隆俊、和歌山県知事の仁坂吉伸、徳島県知事の飯泉嘉門は国葬に賛成する考えを示した[167][168][169][170][171][172][173][174][175][176]。

#### 各種団体
- 安倍元首相を追悼する高知県民の会は、国葬に賛成し、安倍ゆかりの高野寺（板垣退助生誕地）に国葬遙拝所と献花台を設置した[53]。

- 大阪護国神社の藤江正鎮(まさつね)宮司は「国葬反対の声ばかりが（マスコミで）取り上げられているが『あれだけ功績があるのに』と考え、国葬に賛成。国葬当日は、境内に遥拝所と献花台を設置した[57][58]。

- 世界平和統一家庭連合(旧統一教会)改革推進本部長の勅使河原秀行は「偉大な政治家だった。丁重に国を挙げて葬儀をすることに賛成だ」と表明した。また国葬に合わせ教団の日本本部で半旗を掲揚した[177]。

### 反対意見

#### 政党
- 立憲民主党代表の泉健太は、2022年7月14日、「国葬については、その性質から厳粛に行うものであり、元総理のご冥福を祈りつつ、静かに見守りたい」との談話を発表したが[178]、7月22日に容認の立場を一転。「根拠法に乏しい、基準がないということも含め、政府に説明や国会審議を求めてきたが何もない。今回の決定には賛同しかねる」と述べ、国葬実施に反対の意見を表明した[179][180]。
- 日本共産党政策委員長の田村智子は、同年7月22日の記者会見で「なぜ国葬を行うかの理由も示さず閣議で決めてしまうやり方も含め、全く賛同できない。弔意の押し付けにもつながる」と述べ、国葬実施に反対の意見を表明した[179]。同党は「国葬は安倍政治の賛美・礼賛にあたる」「法的根拠がない」「国民を分断するもの」「改憲や大軍拡を推進する足場固めとなる」として一貫して反対意見を表明している[181][182]。
- れいわ新選組代表の山本太郎は、同年7月15日の記者会見で「安倍政権の政策的失敗を批判することも憚れる空気を作り出し、神格化されるような国葬を行うこと自体がおかしい」と述べ、国葬実施に反対の意見を表明した[183][184]。
- 社会民主党は、同年7月22日に「国葬は憲法が保障する「内心の自由」に抵触するものであり、法的根拠もない」として国葬実施に反対の意見を表明するとともに[185]、同日に内閣総理大臣官邸前で行われた国葬反対デモに、党首の福島瑞穂が参加した[179]。

#### 地方議会
2022年9月6日、神奈川県葉山町議会は本会議で「安倍元首相の国葬に反対する意見書」案を賛成多数で可決した。後日、政府や国会に提出するとしている。同年9月8日、鳥取県日南町議会は国葬の中止を求める決議案を全会一致で可決した。同様の議決は、神奈川県鎌倉市議会（同年9月12日意見書）、東京都国立市議会（同年9月16日意見書）などでも可決され、全国で少なくとも12の市町村議会が同様の可決をした。

#### マスメディア
- 朝日新聞は、同年7月20日の社説で「異論が予想された中、岸田首相は早々に方針を打ち出した。安倍氏を支持してきた党内外の保守勢力への配慮だとしたら、幅広い国民の理解からは遠ざかるだけだ」「安倍氏を悼むのは当然だ。ただ、弔意の強制はあってはならない。国葬が政権の評価を定めるものでもない」と述べ、国葬実施に批判的な記事を掲載した[191]。
- 東京新聞は、7月20日の社説で「反対論もある中で、なぜ国葬なのか、岸田文雄首相が説明を尽くしたとは言い難い。安倍氏の葬儀を巡って、国民の分断がさらに深まらないか懸念する。」として国葬実施に批判的な記事を掲載した[192]。
- 日本テレビは、同年7月22日のニュース番組『news every.』で、中央大学教授の宮間純一の意見を紹介する形で「国会審議もせず閣議決定で決定し、反対意見も多くある中で多額の税金が投じられることは大きな問題」として、国葬実施に批判的な報道を行った[193]。
- 毎日新聞は、同年7月23日の社説で「国葬に法的根拠がないにもかかわらず、国会に諮ることなく政府の独断で決めたことに疑問がある」「岸田首相は『暴力に屈せず、民主主義を断固として守り抜くという決意を示す』と強調したが、日本の民主主義の基盤は、国民の代表で構成する国会である。国民の疑問に答えるには、政府が国会で説明し、議論することが欠かせない」と述べた[194]。8月27日の社説でも同様の記事を掲載している[195]。
- 琉球新報は、8月11日に社説で「安倍晋三元首相の国葬に世論の反応が分かれている。国葬は、国費を投じて国民に追悼を求めるものであり、憲法が保障する内心の自由に抵触する」として国葬に批判的な記事を掲載した[196]。

#### 各団体
- 各地の弁護士会（東京[197]・神奈川[198]・群馬[199]・京都[200]・静岡県[201]・兵庫県[202]・第二東京[203]・長野県[204]・山口県[205]）や、日本民主法律家協会[206]・自由法曹団[207]などの弁護士・法律家団体は、いずれも法的根拠の問題や思想・良心の自由の侵害を理由に、国葬に反対する声明を相次いで発表している。
- 新日本婦人の会は同年7月22日、「安倍元首相の礼賛、国民への弔意の強制につながる」として、国葬に反対し中止を求める抗議書を岸田文雄首相に提出した[208]。
- 主婦連合会は同年7月22日、「法的根拠もなく、国会での議論も国民への説明もなされず、多額の国費を投入して国葬を行うことが、何故民主主義を守ることになるのでしょうか」と述べ、国葬に反対する声明を発表した[209]。
- 日本子どもを守る会は同年7月25日、「9月27日は平日であり、学校現場では『臨時休校』あるいは『服喪の時間』などの措置が取られることが予想される」「弔意の強要が行われた場合は、内心の自由を侵し、憲法および子どもの権利条約にも違反する」と述べ、国葬に反対する声明を発表した[210]。
- 日本自治体労働組合総連合は同年7月25日、「そもそも、日本国憲法にそぐわないとされた『国葬』を、法的根拠もなく閣議決定によって決めること自体許されるものではない」と述べ、国葬の閣議決定撤回、中止を求める声明を発表した[211]。
- 全日本民主医療機関連合会は同年7月25日、「国葬となれば安倍氏への弔意を国民に強制することにつながるおそれがある」「コロナ禍において貧困が加速し、物価高により国民生活が圧迫されるなか、一政党に属する一国会議員の葬儀に巨額が投入されることはあってはならない」と述べ、国葬の閣議決定の撤回を求める声明を発表した[212]。
- ふぇみん婦人民主クラブは同年7月25日、「安倍元首相の長期政権下でジェンダーフリーバッシングが行われ、選択的夫婦別姓、LGBT、同性婚への極めて後ろ向きな態度により、『ジェンダー・ギャップ指数』が146か国中116位という評価がされたことは到底看過できない」「弔意は個人の判断で行うものであり、国家が強要するべきものではない」として、岸田首相宛てに、国葬閣議決定の取り消しを要請する文書を提出した[213]。
- 日本キリスト教協議会は同年7月25日、「憲法第83条の違反であり、第19条の重大な違反である」「死者の神格化にもつながる国葬を計画する権力の企てとは、自らの政治路線で国民を上から統合しようとする権力の絶対化である」として、国葬に反対する声明を発表した[214]。
- 日本基督教団は同年8月1日、「閣議の恣意的判断によって国葬とされる儀式に国費を支出することは憲法第83条違反となる」「国葬となれば、全国の都道府県や教育機関への弔旗・記帳台設置などが指示され、思想・良心の自由を保障する憲法第19条の重大な違反ともなる」として、国葬の閣議決定の撤回を求める声明を発表した[215]。
- 日本カトリック正義と平和協議会は同年8月1日、「国葬を、国権の最高機関である国会での審議を経ずに決定することは、民主主義の根幹を揺るがすことだと言わざるを得ない」として、国葬実施に反対する声明を発表した[216]。
- 日本消費者連盟は同年8月3日、「（安倍政権で）食の安全や環境などで規制緩和や企業活動優先の施策が続けられ、生活者の権利や安全が奪われてきた」として、国葬に反対する声明を発表した[217]
- 日本ペンクラブは同年8月3日、国葬は様々な未解決の問題が解決した後で、国会で議論を経た上で議決すべきだとし、「まずは当面延期が望ましい」との声明を発表した[217][218]。
- 世界平和アピール七人委員会は同年8月3日、統一教会に関与する政治家に対し「即退場を求める」とする声明を発表。声明の中で「安倍晋三元首相の国葬を含めて強烈な違和感を新たにする」と訴えた[219]。
- 日本ジャーナリスト会議は同年8月8日、国葬実施の決定をめぐり、主要メディアに対し、国民主権、民主主義とは相いれないという立場を明確にして、反対の論陣を張るよう求める声明を発表した[220]。
- 全国保険医団体連合会は同年8月10日、「世論の賛否は大きく分かれており、これを強行することは、重大な問題をはらんでいる」「国葬に使う予算があれば、コロナ禍や物価高に苦しむ国民生活を支援すべきである」として、国葬に反対する声明を発表した[221]。
- 静岡県内の16市3町1県の計32人が賛同議員として名を連ねる「平和・立憲・人権をつなぐ全国自治体議員ネットワーク静岡県」は同年8月30日、国葬に反対する声明を発表した。同団体は浜松市議会議員の鈴木恵と静岡市議会議員の松谷清が共同代表を務める[222][223]。

#### 市民運動

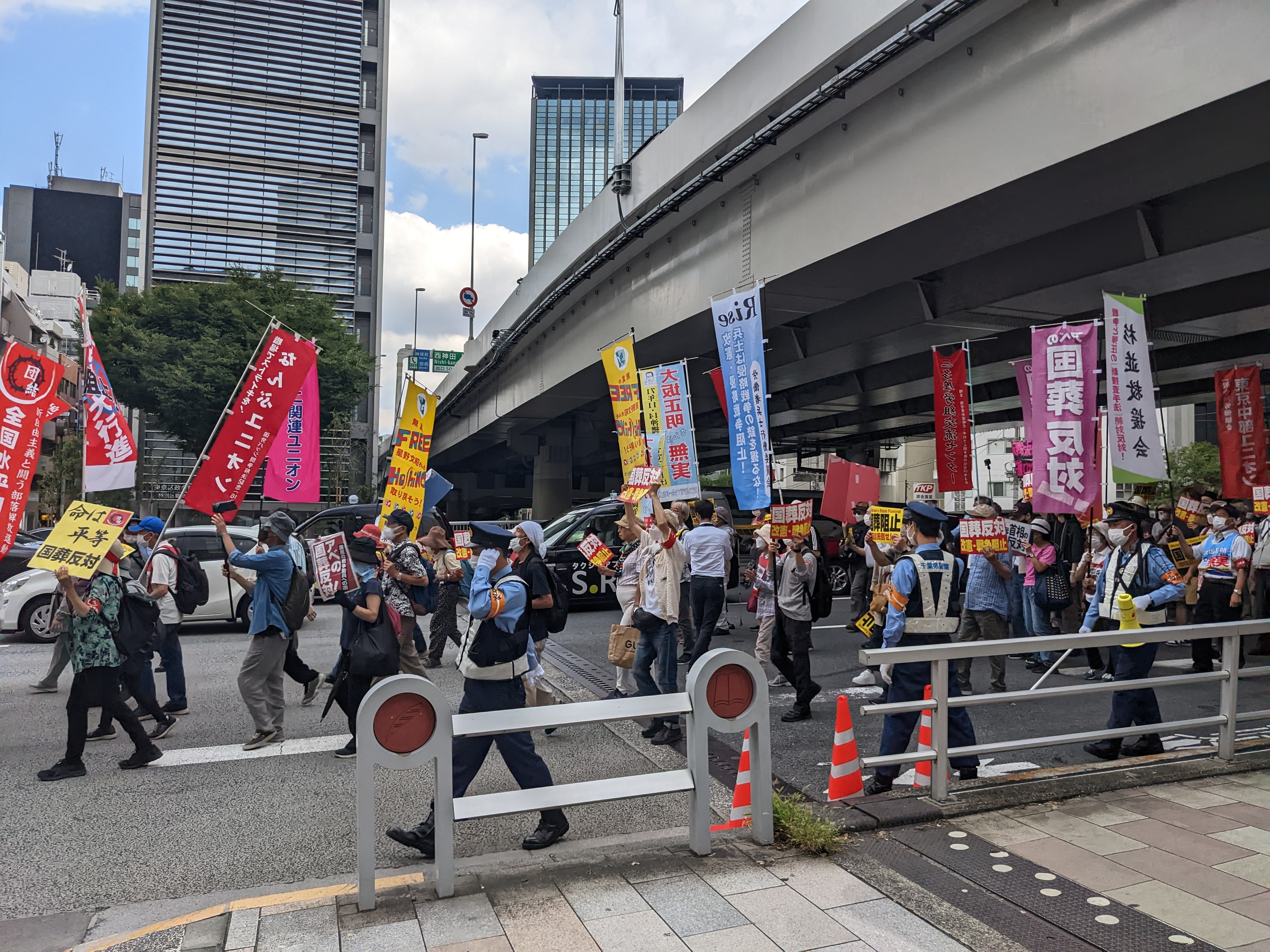
国葬当日（9月27日）に行われた反対デモの様子

- 2022年7月21日、市民団体「権力犯罪を監視する実行委員会」のメンバーなど50人は、「法的根拠がない」などの理由で、国葬のための予算の執行などの中止を求める仮処分を東京地方裁判所に申し立てた[224][225][226]。なお、この申し立ては9月22日付で最高裁判所が特別抗告を棄却したことにより、却下が確定した[30]。
- 同年7月22日朝、「許すな！憲法改悪・市民連絡会」など都内で活動する11の市民団体は内閣総理大臣官邸前で、国葬に対する抗議集会を開いた。参加者は約200から400人。社会民主党党首の福島瑞穂も参加し抗議した。これは主に、国葬の実施によって弔意が強制されること、そして費用に税金が使われることへの反発だった[193][227][228][229]。
- 同年8月17日、東京都新宿で参加者1,200人に上る反対デモが行われた。憲法学者の飯島滋明は「安倍首相は偉い。だから、皆、黙とうせよ、喪に服せ。これが民主主義でしょうか？これは全体主義です。そんなことは決して、認めることはできません」と述べ、作家の落合恵子は「国葬をもってして、旧統一教会と政治家の癒着にもフタをするつもりなのか？誰かの死を利用することは、最悪です。醜悪です」述べた[230][231]。
- 同年8月19日、国会前で市民団体主催による反対デモが行われた。1,200人が参加し、社民党党首の福島瑞穂、立憲民主党の阿部知子、日本共産党の山添拓がそれぞれスピーチした[232]。
- 同年8月23日、上野千鶴子、中島岳志、佐高信、内田樹など大学教授、作家ら17人は、オンライン署名サイト「Change.org」で国葬中止を求める署名活動を開始した[233]。
- 同年8月24日、生前より安倍や自民党の言動及び主張・コロナ対策などを批判していた政治団体の日本第一党（党首：桜井誠）は、9月24日に「9・24『安倍国葬』断固反対! 国民大行進 in 新宿」という名のデモを東京・新宿で行うと発表した[234]。
- 同年8月31日、首都圏の市民団体など79の団体でつくる「安倍元首相の『国葬』に反対する実行委員会」は国会前で国葬に反対するデモを行った。弁護士の内田雅敏が、主催団体を構成する「戦争をさせない1000人委員会」事務局長として冒頭で挨拶。福島瑞穂、小池晃、阿部知子がスピーチし、伊波洋一がメッセージを寄せた。デモには約4,000人が参加した[235][236][237]。実行委員会は9月1日以降も抗議デモを行う予定[238]。
- 同年9月5日、「安倍元首相の『国葬』に反対する実行委員会」らは記者会見し、同団体、自由法曹団、平和と民主主義を目指す全国交歓会、小澤俊夫が「Change.org」でそれぞれに募集した国葬の中止を求める4件の署名が40万4258筆集まったことを明らかにした。重複を除くと計28万人が署名していたことが同サイトの調べでわかった。署名活動した3グループと小澤は集まった署名を内閣府の国葬儀事務局に提出した[239][240][241]。

### デマ・誤情報
- 葬儀当日に集まった反対デモや集会の参加人数をめぐり、Twitter上で誤情報が拡散されている[242]。「日本野鳥の会のカウントでは（反対派の人数は）307人」とする情報については、同会が29日午前に否定、また「警察発表で500人」という情報についても警視庁が「発表していない」と否定した[242]。この他に、別の場所で撮影された写真を反対集会の写真であるとし、参加人数が実態より遥かに少ないように見せかけるツイートも投稿された[242]。
- 葬儀に参列したIOC会長トーマス・バッハの宿泊費に関して「1泊200万円のスイートを日本国民の血税で連泊している」という情報がブロガーのきっこや早稲田大学名誉教授の池田清彦らによって拡散されたが、外務省は「海外参列者の旅費や滞在費を負担することはない」と否定、JOC広報室も負担していないと否定している[243]。

### その他
- 国葬の中止を求め、「小・中学校から濃硫酸などを盗み、国葬会場の日本武道館に散布する」[244]、「子供をスタンガンで気絶させて誘拐する」[245]、「誘拐した子供に高性能な爆弾を仕掛け、人が集まりそうな場所に特攻させる」[244]などの脅迫メールが日本各地の市町村に届いている[246]。
- 時事ドットコムは8月9日配信の記事で、国葬の反対意見が賛成意見より多くなっていることについて、世界平和統一家庭連合と安倍晋三および自民党との関係が明らかになったことが要因ではないかと述べた[247]。
- 2022年9月6日、東京都世田谷区桜一丁目の桜木駐在所内で三徳包丁を所持しながら、同駐在所と世田谷警察署を直通するテレビ電話で国葬に賛成する主張や殺害予告を行った30代男性が、翌日、銃砲刀剣類所持等取締法違反で逮捕された[248]。
- 2022年9月21日6時50分頃、東京都千代田区永田町一丁目の内閣総理大臣官邸付近の路上で、自称70代の男性が焼身自殺を図った[249]。男性は火を付ける前に国葬に反対であることを警察官に話し[250]、現場には「私個人は国葬に断固反対」と手書きされた文書が落ちていた[251]。
- 2022年9月9日、ミャンマーの民主派勢力である「挙国一致政府（NUG）」は、同国の軍事政権側の代表者を国葬に参列させないように求める要請書を外務省に提出した[252]。しかし日本政府は国軍側のみを招待し、在日ミャンマー人らが抗議していた[253][254]。そして国葬当日、ソー・ハン駐日大使が参列した[255]。これに対し人権団体などは「国軍が実権を握る国の参列は、軍事政権にお墨付きを与える行為だ」として、日本政府を批判した[255]。林芳正外相は30日の会見で「国軍によるクーデターの正当性を認めないという我が国の立場は、駐日大使の参列によって何ら変わるものではない」と釈明した[256]。一方、イギリス政府は同月19日に行われたエリザベス2世の国葬にミャンマーを招待しなかった[253][256]。
- 2022年12月22日、政府は、故安倍晋三国葬儀を検証するために、憲法や政治学などの学識経験者、報道機関の幹部ら21人に実施したヒアリングの結果を公表した。結果では、(1)法的根拠と憲法との関係、(2)実施の意義、(3)国会との関係、(4)国民の理解、(5)対象者、(6)経費や規模の妥当性、(7)その他の7項目の論点に整理したが、意見の紹介にとどまり、結論は出さなかった。あわせて、かかった費用も公表し、確定値は約11億9900万円であった[257]。

## 参列者

### 国内の参列者
- 皇室
  - 皇嗣秋篠宮文仁親王、皇嗣妃紀子
  - 佳子内親王
  - 寬仁親王妃信子
  - 彬子女王
  - 憲仁親王妃久子
  - 承子女王
  - 天皇・皇后は勅使・皇后宮使、上皇・上皇后は上皇使・上皇后宮使を差遣[258]。
- 三権の長及び配偶者
  - 岸田文雄 - 内閣総理大臣（葬儀委員長）、岸田裕子 - 内閣総理大臣夫人
  - 細田博之 - 衆議院議長
  - 海江田万里 - 衆議院副議長
  - 尾辻秀久 - 参議院議長
  - 長浜博行 - 参議院副議長
  - 戸倉三郎 - 最高裁判所長官[259]。
- 歴代内閣総理大臣及び配偶者
  - 森喜朗
  - 小泉純一郎
  - 福田康夫
  - 麻生太郎、ちか子夫妻
  - 野田佳彦
  - 菅義偉（友人代表）、真理子夫妻
- 歴代衆議院議長
  - 伊吹文明
  - 大島理森
- 歴代参議院議長
  - 扇千景
  - 山崎正昭
  - 伊達忠一
  - 山東昭子
- 歴代最高裁判所長官
  - 大谷直人
- 各政党代表、国会議員
  - 茂木敏充 - 自由民主党幹事長
  - 山口那津男 - 公明党代表
  - 馬場伸幸 - 日本維新の会代表
  - 玉木雄一郎 - 国民民主党代表
  - 松田学 - 参政党代表
  - 立花孝志 - NHK党党首
  - 衆議院議員
  - 参議院議員
  - （野党のうち日本共産党、れいわ新選組、社会民主党の3党は、党代表をはじめ全所属国会議員が国葬を欠席した。立憲民主党も党代表をはじめとしてほとんどの所属国会議員が欠席しているものの、野田佳彦元首相ら一部の所属議員が出席した。国葬を欠席した野党議員の中には国葬反対の集会に参加する者も見られた[260][261]。）
- 都道府県知事
  - 小池百合子 - 東京都知事[262]
  - 吉村洋文 - 大阪府知事[263]
  - 大村秀章 - 愛知県知事[264]など
  - （一方、静岡県知事の川勝平太、長野県知事の阿部守一[注釈 13]、佐賀県知事の山口祥義[注釈 14]、宮崎県知事の河野俊嗣[注釈 15]、沖縄県知事の玉城デニーは欠席した[265][266][267]。）
- 市町村長
  - 松井一郎 - 大阪市長
  - 河村たかし - 名古屋市長
  - 黒田成彦 - 平戸市長
  - 成瀬敦 - 幸田町長（愛知県町村会長）ら[268][269]。
- メディア関係者
  - 老川祥一 - 読売新聞グループ本社会長
  - 山口寿一 - 読売新聞グループ本社社長
  - 岡田直敏 - 日本経済新聞社会長
  - 長谷部剛 - 日本経済新聞社社長、
  - 丸山昌宏 - 毎日新聞社会長（日本新聞協会会長兼任）
  - 飯塚浩彦 - 産業経済新聞社会長
  - 近藤哲司 - 産業経済新聞社社長
  - 前田晃伸 - 日本放送協会（NHK）会長
  - 森下俊三 - 日本放送協会（NHK）経営委員長
  - （朝日新聞社は「国民の間に、開催する根拠やその決定の経緯などについて様々な声があることを受け、総合的に判断した」として、欠席した[270]。）
- 経済界
  - 黒田東彦 - 日本銀行総裁
  - 十倉雅和 - 日本経済団体連合会会長
  - 芳野友子 - 日本労働組合総連合会会長
  - 御手洗冨士夫 - キヤノン代表取締役会長兼社長兼CEO
  - 笹川陽平 - 日本財団会長[271]

### 外国・国際機関からの参列者
諸外国（国名50音順）
- アイスランド - ステファン・ホイクル・ヨハネソン（英語版）駐日大使[272]
- アイルランド - ピッパ・ハケット（英語版）農業・食糧・海洋相[272]
- アメリカ合衆国 - 以下12名の大統領代表団及び現職を含む歴代駐日アメリカ合衆国大使[273]
  - カマラ・ハリス、第49代合衆国副大統領
  - ラーム・エマニュエル、第31代駐日大使
  - キャサリン・タイ、第19代通商代表
  - ウィリアム・F・ハガティ、上院議員、第30代駐日大使
  - フィリップ・ゴードン（英語版）、国家安全保障担当副大統領補佐官
  - マイケル・マレン、第17代アメリカ統合参謀本部議長、海軍大将
  - リンダ・L・フェイガン、第27代アメリカ沿岸警備隊総司令官、沿岸警備隊大将
  - キャロライン・ケネディ、第27代駐豪大使、第29代駐日大使
  - ジョン・トーマス・シーファー、元駐豪大使、第27代駐日大使
  - ジョン・ルース、第28代駐日大使
  - リチャード・アーミテージ、第13代国務副長官
  - スティーブン・ハドリー（英語版）、元大統領補佐官
- イギリス - テリーザ・メイ元首相、ジェームズ・クレバリー外務・英連邦・開発大臣[274]
- イスラエル - ギラッド・コーヘン駐日大使[272]
- イタリア - マッテオ・レンツィ元首相[272]
- イラン - ジャヴァード・オウジー石油大臣[272]
- インド - ナレンドラ・モディ首相[275]
- ウクライナ - セルギー・コルスンスキー駐日大使[272][276]
- エストニア - ユリ・ラタス国会議長[277]
- オーストラリア - アンソニー・アルバニージー首相[275][278]
- オランダ - ウォプケ・フックストラ（英語版）副首相兼外務大臣[272]
- カタール - タミーム・ビン・ハマド・アール＝サーニー首長[279]
- カナダ - フランソワ・フィリップ・シャンパーニュ（英語版）産業相[280]
- ガボン - ローズ・クリスティアンヌ・オスカ・ラポンダ（英語版）首相[272]
- ガンビア - ママドゥ・タンガラ（英語版）外務・国際協力・在外ガンビア人相[272][281]
- カンボジア - フン・セン首相
- キプロス - アニタ・ディミトリウ（英語版）国会議長[272][282]
- ギリシャ- ミルティアディス・ヴァルヴィチオティス（ギリシア語版）外務上級副大臣[283]
- キューバ - マヌエル・マレロ首相
- コソボ - アルビン・クルティ首相[284]
- コモロ - アザリ・アスマニ大統領[279]
- コロンビア - ベロニカ・アルコセル（英語版）大統領夫人[272]
- コンゴ民主共和国 - クリストフ・ルトゥンドゥラ（英語版）副首相兼外相[272]
- サウジアラビア - 外務大臣ファイサル・ビン・ファルハーン・アール・サウード（英語版）王子[285]
- ジャマイカ - エドムンド・バートレット（英語版）観光大臣[286]
- ジョージア - ティムラズ・レジャバ駐日大使[272]
- シンガポール - リー・シェンロン首相[278]
- スイス - ディディエ・ビュルカルテ元大統領[272]
- スウェーデン - アンナ・ハルベリ（英語版）貿易・北欧大臣[272]
- スリランカ - ラニル・ウィクラマシンハ大統領[279]
- スペイン - アンデル・ヒル（英語版）上院議長[272]
- セルビア - アナ・ブルナビッチ首相[287]
- ソロモン諸島 - マナセ・マエランガ（英語版）副首相[272]
- タイ王国 - ドーン・ポラマットウィナイ（英語版）副首相[272]
- 韓国 - 韓悳洙首相[288][289]
- 台湾 - 台湾日本関係協会会長蘇嘉全、王金平元立法院長、台北駐日経済文化代表処代表謝長廷[290][注釈 16]
- タンザニア - カシム・マジャリワ首相[272][294]
- チェコ - ヤン・スコペチェク（英語版）下院副議長[295]
- 中国 - 万鋼中国人民政治協商会議副主席[296][297]
- チリ - 外務省国際経済関係次官ホセ・ミゲル・アウマダ（スペイン語版）[272]
- デンマーク - ダム・クリステンセン（英語版）議会議長[272]
- ドイツ - クリスティアン・ヴルフ元大統領[298]
- トーゴ - フォール・ニャシンベ大統領[279]
- トンガ - トンガ・トゥイアフィトゥ国土天然資源大臣[272]
- ニュージーランド - ミーガン・ウッズ（英語版）資源大臣[272]
- ノルウェー - アニケン・ヴィットフェルト（英語版）外務大臣[272]
- バチカン - レオ・ボッカルディ駐日大使[272]
- パナマ - エリカ・モイネス（英語版）外相[299]
- パラオ - スランゲル・ウィップス・ジュニア大統領[279]
- バングラデシュ - A・K・アブドゥル・モメン外務大臣及び夫人[300]
- フィンランド - ペッカ・ハーヴィスト（英語版）外務大臣[272]
- ブータン - ソナム・デチャン・ワンチュク王女[300]
- ブラジル - エドゥアルド・サボイア駐日大使[272]
- フランス - ニコラ・サルコジ元大統領[275]
- ブルネイ - マスナ・ボルキア王女（英語版）（外務省無任所大使）及び夫君[300]
- ベトナム -  グエン・スアン・フック国家主席[279]
- ベルギー - ステファニー・ドーズ（英語版）上院議長[272]
- ポーランド - ヘンリク・コヴァルチク（英語版）副首相兼農業・農村開発相[272]
- ポルトガル - エドゥアルド・フェロ・ロドリゲス（英語版）前共和国議会議長[272]
- マルタ - イアン・ボージュ（英語版）外相[272]
- 南アフリカ共和国 - リンディウェ・シスル（英語版）観光相[272]
- ミャンマー - ソー・ハン駐日大使[255]
- メキシコ - マルセロ・エブラル（英語版）外相[272]
- モルディブ - アブドッラ・シャーヒド外相[272]アハメド・カリール外務担当国務大臣（元駐日大使）、ハッサン・ソービル駐日大使及びモハマド・アミートゥ・アハメド・マニック副大使が随行[301]
- モルドバ - ナタリア・ガブリリツァ首相[302]
- モロッコ -　アジズ・アハヌッシュ首相[272]
- モンゴル - ロブサンナムスライ・オユーンエルデネ首相[272]
- ヨルダン - アブドゥッラー2世国王[279]
- ラオス - ソーンサイ・シーパンドーン副首相[272]
- リトアニア - ギエドレ・バルチーティーテ（ドイツ語版）官房長官[272][303]
- ルクセンブルク - グザヴィエ・ベッテル首相[272]
- ルーマニア - ニコライ・チューカ首相[304]
- レソト - モエケツィ・マジョロ首相[272][305]
- 欧州連合 - シャルル・ミシェル欧州理事会議長[275]
- 国際オリンピック委員会 - トーマス・バッハ会長[306]
- 国際連合
  - 中満泉 - 国際連合事務次長兼軍縮担当上級代表[272]
  - 水鳥真美 - 国際連合事務総長特別代表兼国連防災機関長
  - 白波瀬佐和子 - 国際連合事務次長補兼国際連合大学上級副学長
  - 目時政彦 - 万国郵便連合国際事務局長[297]

## 番組・映画

### 映画
- 国葬の日（2023年9月16日公開）